# Cathédrale Saint-Jean de Besançon
Pour les articles homonymes, voir Cathédrale Saint-Jean.
La cathédrale Saint-Jean de Besançon, aussi appelée cathédrale Saint-Jean Saint-Étienne de Besançon, est une église, basilique et cathédrale carolingienne franc-comtoise à Besançon, construite au IIIe siècle puis reconstruite plusieurs fois, notamment au IXe et XIe siècles ; elle comprend des parties romanes, gothiques et baroques. L'édifice est l'un des rares en France à comprendre deux chœurs opposés ; il recèle une trentaine de tableaux classés aux monuments historiques, une horloge astronomique considérée comme un chef-d'œuvre du genre, ainsi que la Rose de Saint-Jean, un autel circulaire datant du XIe siècle et entièrement réalisé dans du marbre blanc.
Sa légitimité même de siège diocésain fut maintes fois remise en cause, notamment par le proche chapitre de Saint-Étienne, mais le pape franc-comtois Calixte II rétablit ce droit à cette église, considérée comme la « maison-mère ». De nombreuses personnalités furent enterrées au sein du bâtiment, notamment des comtes de Bourgogne, mais aussi des archevêques de la ville.
La cathédrale fait l'objet d'un classement au titre des monuments historiques depuis 1875.

## Situation géographique
L'édifice est construit au sein même du centre historique de la ville dans un quartier nommé quartier capitulaire Saint-Jean (notamment en raison de ses nombreux bâtiments religieux). La cathédrale est blottie au pied du mont Saint-Étienne à proximité de la citadelle de Besançon, derrière la porte Noire gallo-romaine et face à l'ancien palais épiscopal de l'archevêché de Besançon, sur la route qui monte à la citadelle de Besançon, dans un terrain à très forte déclivité.

## Historique

### Des origines auXIesiècle

#### Besançon avant la création de son archidiocèse

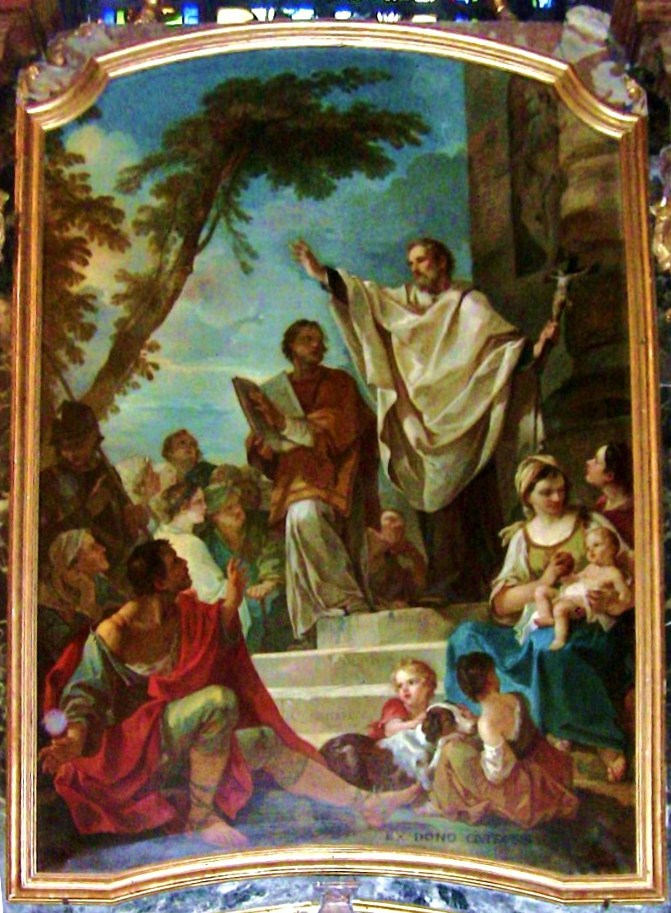
La Prédication de saint Ferréol et de saint Ferjeux par Charles-Joseph Natoire.

Vers la fin du IIe siècle, l'évêque saint Irénée de Lyon envoie deux évangélisateurs, le prêtre saint Ferjeux et le diacre saint Ferréol, son frère, fonder l'Église de Vesontio (Besançon en latin) et évangéliser la Séquanie gallo-romaine. Ils s'installent dans une grotte de la commune de Saint-Ferjeux d'où ils mènent leur action, mais sont martyrisés et décapités le 10 juin 212 sur ordre du gouverneur romain Claude qui voit dans leur action chrétienne une source de trouble public. Cependant leur objectif est atteint, la Franche-Comté s'évangélise peu à peu et on érige l'église de Saint-Ferjeux en leur honneur.

#### La fondation de l'église mère
Le premier évêque connu de la ville est attesté en 346 : il s'agit de Pancharius (Pancrace de Besançon), qu'un catalogue épiscopal nomme en sixième place, situant le premier évêque de Besançon, Linus (Saint Lin), vers le milieu du IIIe siècle. La cité dispose d'une église où siègent les évêques, mais peu de renseignements nous sont parvenus de cette époque. Seul le témoignage de l'empereur romain Julien en 360 atteste l'existence de lieux de culte : « la cité est belle et grande, ornée de temples magnifiques ».
Une autre preuve vient étayer l'hypothèse d'une église romaine : un sondage datant de 1863 près du haut de la nef, fait apparaître « d'énormes pierres de Vergenne ayant, semble-t-il, servi de fondation à des édifices romains ». Cette église devait être nommée Saint-Étienne, comme il était coutume de le faire (en effet l'église principale était appelée Saint-Étienne, la seconde Sainte-Marie et les baptistères généralement Saint-Jean). En 590, un document nommé la vie de Saint Colomban parle d'un miracle qui se serait produit à l'ecclesia de Besançon, sans plus de précisions quant au lieu,.

#### La cathédrale carolingienne

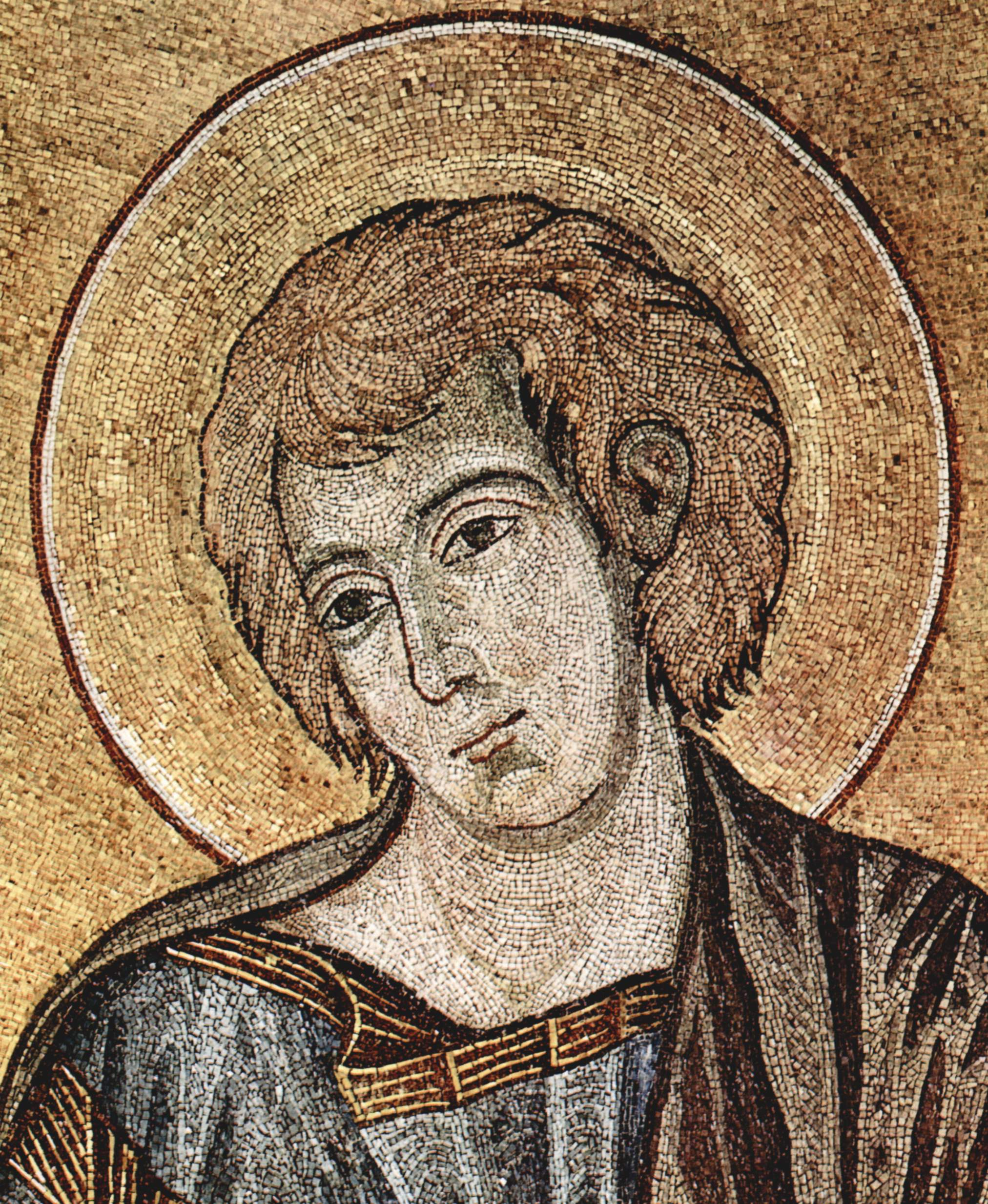
L'apôtre saint Jean (mosaïque de Cimabue). La cathédrale de Besançon lui fut officiellement consacrée par Hugues de Salins au XIe siècle.

Au début du IXe siècle, l'édifice est totalement remanié et orienté différemment, de façon à gagner plus de terrain comme en témoigne l'actuelle chapelle dite de Semaine.
Le nouvel édifice, de style carolingien est l'œuvre de l'archevêque Bernoin qui la consacre un 21 avril, entre 811 et 838. Cette cathédrale comprend trois nefs, pas de transept et deux absides opposées, pour une taille totale d'environ 65 mètres. Ces deux absides opposées rapprochent le bâtiment des cathédrales construites à l'époque en Germanie, et notamment celle de Cologne.
L'édifice comporte une autre particularité notable : l'abside principale encadrant l'autel Saint-Étienne ainsi que le trône épiscopal sont tournés vers l'ouest, si bien que les célébrations étaient faites face au peuple, usage que la cathédrale conserva jusqu'au début du XIXe siècle. L'abside secondaire, située à l'autre extrémité, est quant à elle tournée vers l'est et forme la chapelle dite de Sainte-Marie.
Ces dispositions si particulières permettent de penser qu'existaient au préalable deux églises, particularité architecturale que l'on retrouve par exemple au groupe cathédral de Genève. Le premier édifice devait accueillir les fonctions principales alors que la deuxième cathédrale avait des fonctions épiscopales ou alors recevait les célébrations particulières, comme celles de Pâques. Un baptistère ainsi qu'une résidence pour l'évêque venaient compléter le tout.
Au moment où les deux bâtiments sont détruits pour construire une nouvelle cathédrale au IXe siècle dédiée à saint Jean, les deux anciens vocables ont été conservés pour les autels (Saint-Étienne pour le maître-autel et Sainte-Marie pour l'autel du contre-chœur). Cette particularité architecturale (chœur et contre-chœur) est une caractéristique du milieu rhénan.
C'est à cette époque que le patronage de saint Jean apparaît officiellement. On pense que ce choix est le fait de l'archevêque Bernoin (811–829), qui aurait consacré le nouveau bâtiment en référence aux origines de l'église de la ville, fondée par saint Ferjeux et son frère saint Ferréol, disciples d'Irénée de Lyon, lui-même disciple de Polycarpe de Smyrne, disciple de saint Jean. Cependant les plus anciens patronages de l'édifice ont subsisté comme l'autel Saint-Étienne ou encore l'autel Sainte-Marie, ce qui laisse sans réponse précise quant à la dénomination de la cathédrale.
La cathédrale Saint-Jean est rarement évoquée, on parle plus souvent de l'église ou du chapitre Saint-Étienne comme le mentionne un document datant de 944, insistant sur l'église Saint-Étienne et Sainte-Marie de Besançon. Seul un document du Xe siècle atteste l'appellation officielle de Saint-Jean en parlant de la nouvelle cathédrale carolingienne. D'autres éléments nous éclairent sur l'édifice conçu par Bernoin, notamment sur la richesse et le raffinement des décors et en particulier du maître-autel dont il est fait mention « de l'éclat incomparable et des gemmes ».
Ce maître-autel est probablement à l'origine d'une table d'or qui fut détruite en 1642. Le baptistère primitif est aussi ajouté probablement à cette époque non loin de la nouvelle cathédrale. Ce baptistère devient alors la nouvelle église Saint-Jean-Baptiste (ecclesia baptisterii) qui fut également une église paroissiale dont on retrouve des écrits dans des textes liturgiques du XIe siècle.

#### La cathédrale auXIesiècle
Hugues de Salins (1031–1066) réalise d'importants travaux au sein de la cathédrale et la consacre de nouveau le 23 septembre 1061,. Il ne reste actuellement rien de la cathédrale telle que l'a remaniée Hugues de Salins, si ce n'est quatre hauts-reliefs représentant les symboles des quatre évangélistes, mais dont l'origine est encore sujette à controverses. Ces sculptures, intégrées dans des fûts de colonnes antiques pourraient provenir d'un décor rénové de l'ancienne façade latérale nord du XIe siècle ouvrant l'entrée principale. Cela signifierait qu'ils auraient été épargnés de la démolition au XIIe siècle et qu'ils auraient été réintégrés sur la muraille près de la porte Noire. Une autre hypothèse est avancée : les reliefs pourraient appartenir à la façade du XIIe siècle (et pas à celle du XIe siècle) et cela signifierait qu'ils auraient été intégrés au XIIIe siècle sur la porte Noire.
On peut aujourd'hui avoir une description dans les grandes lignes de la cathédrale du XIe siècle, grâce aux documents liturgiques de l'époque. Le presbyterium était constitué par l'abside occidentale et était très surélevé. Le tribunal cathédral (trône épiscopal) se détachait du centre, à l'arrière du maître-autel et était entouré de balustrades, encadrant des banquettes pour les célébrants de divers ordres. En contrebas, s'étendait le chœur des chanoines et aux pieds du sanctuaire s'établissait l'autel de prime ainsi que l'entrée de la crypte créée en hommage à saint Ferjeux et saint Ferréol. Un autel dit de la croix s'élevait devant l'entrée du chœur à hauteur de la porte latérale donnant sur le grand cloître.
L'expulsion des pénitents le mercredi des Cendres et leur réconciliation le jeudi saint se faisait par des portes donnant à l'extérieur du monument : la porte de gauche et la porte de droite occidentale (la première étant la porte principale et la seconde donnant sur le cloître de l'archevêché). Des oratoires étaient disposés contre la cathédrale, permettant ainsi un plus grand nombre de messes.
La chapelle Saint-Oyend (actuellement chapelle du Chapitre) qui fut conservée au XIIe siècle, a été plusieurs fois remaniée, et fut construite sur un axe qui n'est pas perpendiculaire à la nef sud au bâtiment du XIIe siècle. Un décalage entre cette chapelle par rapport au petit et au grand cloître montre très clairement que la disposition des bâtiments annexes répond à un plan d'ensemble où l'axe de la cathédrale actuelle différait de l'axe d'aujourd'hui adopté pendant la reconstruction de l'édifice durant le XIIe siècle. La nouvelle cathédrale du XIe siècle, exécutée par Hugues de Salins était établie sur un nouveau plan suivant un nouveau modèle et un nouvel axe changeant de huit degrés la position initiale du monument. Ce nouveau plan a permis l'allongement des nefs vers l'est sans que la route de la citadelle de Besançon ne soit gênée.

#### La querelle des chapitres

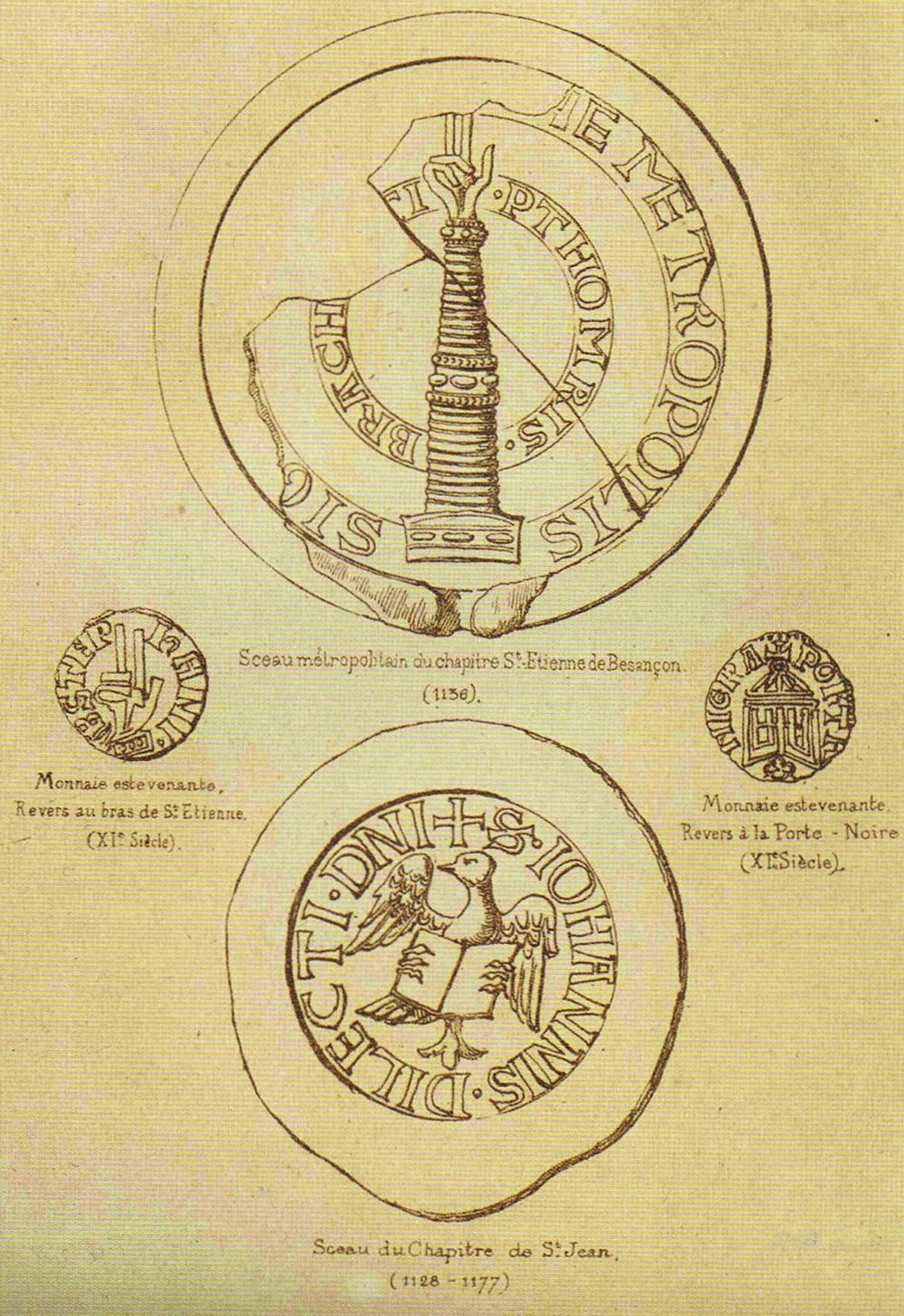
Les sceaux du chapitre de Saint-Étienne datant de 1156 et du chapitre de Saint-Jean datant de 1128 à 1177. À leurs côtés est dessiné leur monnaie estevenante (dessins de 1880).

Entre le XIIe siècle et le XIIIe siècle, un important débat est soulevé (connu sous le nom de querelle des chapitres) entre la cathédrale Saint-Jean et l'église Saint-Étienne de Besançon. L'archevêque Hugues de Salins, qui a remanié la cathédrale Saint-Jean, a également construit l'église Saint-Étienne (près de la citadelle de Besançon) de 1033 à 1050 sur les plans de Gautier. Hugues de Salins a aussi bâti un chapitre qui devait coexister avec l'ancien chapitre de la cathédrale Saint-Jean située non loin, nommé chapitre de Saint-Jean et de Saint-Étienne. Les deux églises participent à l'élection de l'archevêque et la liturgie assigne à chacune son rôle, mais la cathédrale Saint-Jean reste prioritaire.
Cependant, le chapitre de Saint-Étienne se plaint en 1092 d'avoir été dépouillé de sa préséance, l'église Saint-Étienne étant la véritable église-mère du diocèse de Besançon. L'argument principal de l'église est que les plus anciens titres de l'église de la ville la nomment église de Saint-Étienne. Les arguments avancés ne convainquent pas Hugues III de Bourgogne (1085–1101), alors archevêque, qui rejette sévèrement cette prétention. Cependant, les conflits reprennent de plus belle quand le successeur d'Hugues III, l'archevêque Ponce (1102–1107), doit démissionner en 1107 sous la pression de plus en plus insoutenable au sein du diocèse. L'administration du diocèse de Besançon est alors confiée à Gui de Bourgogne, qui se range du côté de la cathédrale Saint-Jean, qui affirme sa légitimité de siège ecclésiastique.
Gui de Bourgogne soutient par la suite son successeur Guillaume Ier d'Arguel (1109–1117) qui fait confirmer cette légitimité par le pape Pascal II en 1112. Pourtant, l'église Saint-Étienne saisit la cour de Rome pour juger quelle église doit être le siège ecclésiastique de Besançon et de son diocèse. L'église de Saint-Étienne est alors appuyée par l'empereur du Saint-Empire Henri V et Pascal II, exaspéré d'une telle situation, convoque un concile.
En 1115, ce dernier proclame les bons droits de la cathédrale Saint-Jean, mais voilà qu'un évènement inattendu vient une nouvelle fois tout remettre en question : en effet, le pape Pascal II, circonvenu par les délégués de l'église de Saint-Étienne, désavoue son légat ainsi que le concile et prétexte un vice de forme pour donner une nouvelle décision. C'est ainsi qu'en 1116 l'église de Saint-Étienne devient officiellement la maison-mère, faisant ainsi démissionner l'archevêque alors en place, un certain Guillaume Ier de d'Arguel (1109–1117).
Mais l'élection de Gui de Bourgogne en pape Calixte II vient une nouvelle fois retourner la situation. En effet, ce dernier est un fervent défenseur de la légitimité en tant que siège ecclésiastique de la cathédrale Saint-Jean et casse la décision de son prédécesseur le 10 mars 1121 et de nouveau le 19 mars 1122. Il dit en mars 1123 devant le grand concile romain « Autant il est convenable à un successeur de garder les décisions légitimes de ses prédécesseurs, autant il se doit de réformer par des mesures salutaires leurs actes malheureux ». Le concile approuve d'une seule voix la reconnaissance officielle de la cathédrale Saint-Jean de Besançon comme maison-mère et siège ecclésiastique du diocèse de la ville.
Le chapitre de Saint-Étienne, qui ne peut que s'incliner, essaie tout de même de reprendre de son éclat en la personne de l'archevêque Anseric (1117–1134). Cet archevêque concède à Pierre de Traves (qui est alors doyen de Saint-Étienne) ainsi qu'à tous ses successeurs la totalité des droits qui sont les siens sur l'archidiacre de Salins. Ce nouveau statut fait que l'archidiacre de Salins promet fidélité dorénavant au doyen et non plus à l'archevêque de Saint-Jean, comme il se doit normalement. Cette libéralité hors normes va être une nouvelle fois la source de conflits.
L'archevêque Herbert (1163–1170) voit d'un mauvais œil cette libéralité, affirma ses pleins droits et réclame l'hommage de l'archidiacre de Salins, et la mesure est par la suite annulée. Pourtant, de nouveaux conflits entre les deux églises éclatent de nouveau, l'église de Saint-Étienne se croyant exempte de toute autorité de l'archevêque intente procès sur procès devant la cour de Rome et s'oppose systématiquement à tous les archevêques soutenus par la cathédrale Saint-Jean.
En 1238, le chapitre de Saint-Étienne est excommunié à la suite de ses incessantes attaques contre la cathédrale Saint-Jean. Pourtant, l'abbé de Saint-Vincent, le prieur de Saint-Paul ainsi que six abbés du diocèse écrivent au pape Honorius III le suppliant de conserver les pleins droits de la cathédrale Saint-Jean. Voici un extrait de la lettre : « Prière de conserver à l'église de Saint-Jean-Évangéliste de Besançon la dignité de mère-église dont elle a joui de tout temps et dont elle jouit encore à l'exclusion de toutes les églises de la province. »
Une solution radicale mais efficace est apportée par l'archevêque Guillaume II de la Tour (1245–1268) entre 1253 et 1254 : la fusion des deux chapitres. Une négociation unifie les deux églises le 30 septembre 1253 et le pape Innocent IV ratifie officiellement la fusion des deux chapitres le 1er août 1254. Un chronogramme indique cette date de 1253 : MATER eCCLesIa bIsvntIna.

### La reconstruction duXIIesiècle
Le 5 mai 1148, le pape Eugène III dédicace l'édifice en aspergeant les murs d'eau bénite, marquant le terme d'une reconstruction du bâtiment. Le pape consacre également huit autels : l'autel de saint Jean situé dans l'abside occidentale (autel majeur), l'autel de la Croix situé près de l'entrée du chœur des chanoines, l'autel de la Vierge placé dans le chevet oriental ainsi que les autels de saint Étienne, saint Ferjeux, saint Ferréol, saint Vincent et saint Irénée dont l'emplacement n'est pas déterminé. Bien qu'aucun document ne puisse nous renseigner sur le début des travaux, il est néanmoins très possible que le chantier ait été engagé pendant les années 1120, par l'archevêque Anseric (1117–1134).
Il faut attendre la fin de la querelle des chapitres, débat entre la cathédrale Saint-Jean et l'église de Saint-Étienne, pour déterminer laquelle des églises est la maison-mère et donc le siège du diocèse de la ville, où la cathédrale Saint-Jean l'emporte, pour commencer la construction d'une nouvelle cathédrale digne de ce nom, rivalisant de grandeur et de beauté avec l'église de Saint-Étienne. Si le plan de la nouvelle construction reprend en gros celui de l'ancienne cathédrale, et si les autels sont consacrés en 1148, il est bien évident que ceci n'est pas le fruit du hasard : en effet l'archevêque Anseric pense ainsi affirmer la continuité historique de la maison-mère et ce de manière tangible afin d'éviter de nouveaux conflits au sein du clergé de Besançon.
Ce nouveau bâtiment reconstruit durant le second quart du XIIe siècle nous est parvenu en grande partie, bien que le chevet oriental ait été reconstruit durant le XVIIIe siècle. Pourtant, le gros-œuvre roman subsiste toujours sous le nouvel habillage gothique permettant ainsi de restituer les dispositions primitives.

#### Le plan du nouvel édifice

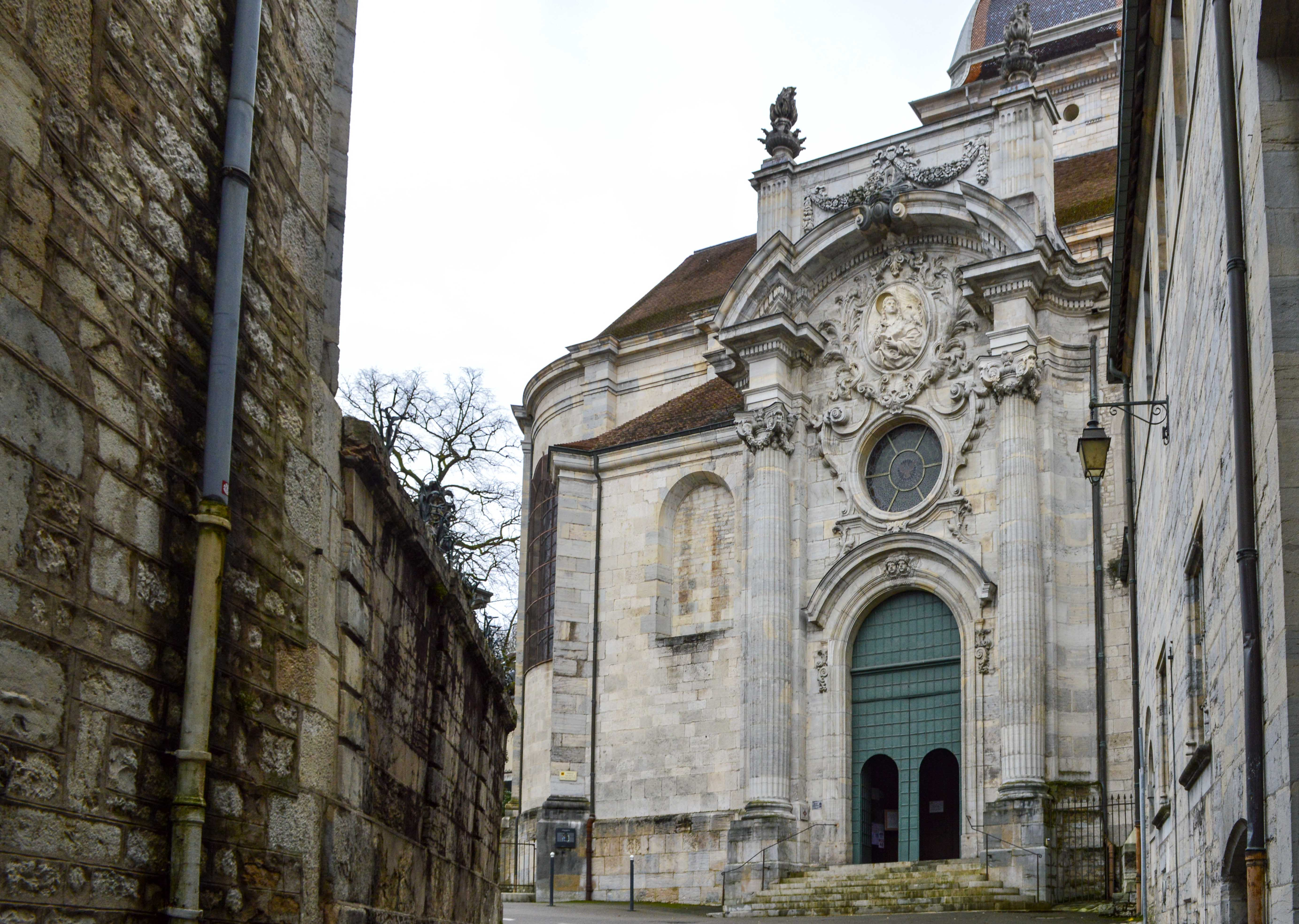
Le portail nord de la cathédrale.

La nouvelle cathédrale de l'archevêque Anséri comporte comme l'ancien monument, deux chevets : le chevet principal, qui est dédié à l'apôtre saint Jean, est situé à l'ouest de l'édifice, tandis que l'autre chevet, dit de la Vierge, est situé côté oriental. Cette disposition est anachronique au XIIe siècle, faisant de la cathédrale de Besançon le seul édifice de ce type en France. Ce choix ne peut être que celui de perpétuer le souvenir de l'ancien bâtiment, d'autant plus que le nouvel édifice n'est pas reconstruit sur les fondations de l'église carolingienne. Cette nouvelle construction, plus vaste que la précédente, est également de nouveau bâtie sur un axe différent comme en témoignent les cloîtres qui conservent l'empreinte de l'ancienne cathédrale.
En effet, l'édifice a été dévié vers le sud afin de permettre une extension d'environ dix mètres sur le côté oriental. Le côté ouest du monument est occupé par la demeure des chanoines, le côté nord leur cloître et une expansion vers le nord est impossible car elle aurait coupé la principale voie d'accès au quartier capitulaire (route de la citadelle de Besançon).
Ce nouvel édifice ne comporte pas, comme l'ancien, de transepts, à cause de la topographie des lieux. Bien que le bâtiment ne comporte pas de façade particulière, un chevet oriental encadré de deux imposantes tours de clocher domine la ville, affirmant la présence du siège diocésain de la ville. Les deux tours de l'édifice étaient certainement construites sur un terrain inadéquat, certainement en forte déclivité. C'est ce terrain qui sera à l'origine de la disparition de ses tours, ces dernières s'étant effondrées.
La tour sud est actuellement mal connue car seul un soubassement a été conservé jusqu'à l'époque moderne. Des documents datant d'avant 1729 prouvent que la tour nord a été partiellement reconstruite et éventuellement surélevée pendant l'époque gothique, mais son effondrement provoque la destruction du chevet oriental qui sera par la suite reconstruit. Bien que les proportions et dimensions du chevet datant du XVIIIe siècle ne soient pas les mêmes que celles du chevet roman et qu'un seul clocher soit bâti sur le flanc sud du nouvel édifice, le souvenir du plan de la nouvelle cathédrale d'Anséri est conservé.

#### La nouvelle nef
La nouvelle nef de la cathédrale est inspirée des grands modèles de l'architecture paléochrétienne et du Moyen Âge, c'est-à-dire du christianisme primitif. Le choix d'une nef dont les trois vaisseaux seraient couverts d'une charpente en bois s'est vite imposé pour la cathédrale franc-comtoise, alors qu'à l'époque la mode était aux voûtes monumentales. Cette architecture était en effet un choix aussi étrange soit-il, et non le résultat d'une contrainte économique ou technique. Cela s'explique certainement par la volonté de reprendre l'expression d'un idéal intemporel et insurpassable, en l'occurrence le modèle des églises pendant les premiers temps chrétiens s'exprimant dans un renouveau paléochrétien notamment à Rome, pendant le XIIe siècle.
Ce style d'antan était également visible dans de hautes piles circulaires qui séparaient les trois vaisseaux de la nef, évoquant les files de colonnes qui furent de règle durant l'époque carolingienne dont seuls trois grands arcs diaphragmes reposant sur des piliers composés stoppaient la continuité de ces files de colonnes.
Deux de ces dernières soulignaient du côté oriental la travée qui était encadrée de deux tours et la troisième située au centre de la nef marquait de façon visible la coupure entre le chœur des chanoines situé à l'ouest avec l'espace réservé aux laïcs à l'est. Les deux parties de la nef comptaient chacune douze colonnes disposées selon une symbolique du Moyen Âge censée représenter les douze apôtres et les douze prophètes, piliers de l'église au sens propre comme au sens figuré.
Les arcs, qui étaient situés en plein cintre à angle vif retombaient sur les files de colonnes de même que la corniche qui court au-dessus des grandes arcades, sont toujours des références au style paléochrétien. Des murs inarticulés et totalement lisses remplacent, à l'exception des contreforts placés au droit des arcs diaphragmes, les anciens contreforts extérieurs du XIe siècle et ses supports engagés qui rythmaient les travées intérieures. Les fenêtres situées en plein cintre renforçaient le style passéiste du bâtiment notamment grâce à leurs ébrasement vers l'intérieur ainsi que l'extérieur.

#### Le grand appareil
L'appareil de cette cathédrale d'un style dit à l'antique est tout à fait remarquable, notamment par rapport à la qualité de ses parements. Bien qu'elle ait été érigée dans un style roman, on peut s'apercevoir que de nombreux blocs de pierre mesurant parfois plus d'un mètre ont été utilisés, ce qui est tout à fait inhabituel pour une architecture de ce type. Les murs de l'époque devaient très certainement apparaître lisses selon l'idéal antique du mur monolithique. Anseric puisa probablement son inspiration des ruines romaines qui entouraient la cathédrale, comme le montre la fidèle reproduction antique des parements du grand appareil ainsi que l'usage d'un outil utilisé durant la Rome antique, la bretture.
Les traces de cet outil sont visibles particulièrement sur le grand appareil dans des endroits où les intempéries ou les restaurations n'ont pas abîmé la pierre, aux creux des murs ou des combles. Cet usage d'un outil tombé quelque peu en désuétude n'était pas seulement expliqué par une volonté de reproduire au mieux les techniques antiques, mais également par des aspects plus techniques, la bretture évitant les éclats avec ses dents était mieux adaptée pour travailler la pierre calcaire que les autres outils du XIIe siècle. Cet ustensile était également utilisé pour sa régularité et sa douceur incomparable, qu'il conférait aux pierres.

#### La structure
La cathédrale Saint-Jean reprenait un style architectural comme aux premiers temps chrétiens, mais tout ne fut pas remanié de la sorte pour autant. Le raffinement des deux absides et l'élévation intérieure de la nef ainsi que la richesse du décor sculpté étaient conformes à l'architecture de l'époque, affirmant la place prééminente de l'édifice au sein du clergé de la ville. Les parties supérieures de la nef étaient éclairées grâce à des groupes de trois fenêtres, composées d'une grande encadrée de deux plus petites, et à l'intérieur de l'édifice, ce rythme ternaire était également employé au niveau des arcatures situées entre les fenêtres et la corniche. Ce niveau d'arcatures était souvent présent dans les bâtiments de l'art roman tardif et parfois du premier art gothique, et était qualifié de fausses tribunes ou d'ouverture sur comble, notamment parce que les fenêtres ouvraient sur les combles des bas-côtés. La fonction de ces éléments permettait d'alléger le mur, pouvant permettre de cette façon une économie de matériaux mais également d'éclairer significativement les combles des bas-côtés, qu'ils soient plafonnés ou voûtés.
Ce rythme ternaire se fonde sur l'abbaye de Cluny en Saône-et-Loire dont le chantier était sur le point de s'achever quand s'ouvrit celui de la cathédrale Saint-Jean. Ce style particulier rencontrait un vif succès particulièrement en Bourgogne (collégiale Notre-Dame de Beaune, cathédrale Saint-Mammès de Langres…) mais différait de la cathédrale Saint-Jean, car les murs de ce dernier ne pouvaient être que peu allégés en raison des voûtes. Les ouvertures sur les combles sont également réduites aux maximum et parfois associées à des arcatures aveugles, matérialisant un niveau sans trop affaiblir la paroi, de même pour les fenêtres qui sont de taille uniforme. Toutes ces différences montrent une interprétation unique du style clunisien, comme si l'archevêque Anseric avait tiré avantage de la plus grande liberté que pouvait offrir une charpente plutôt que d'une voûte de pierre pour alléger le plus possible le mur et ainsi créer des jeux rythmiques subtils, et d'une rare élégance.

#### Les absides

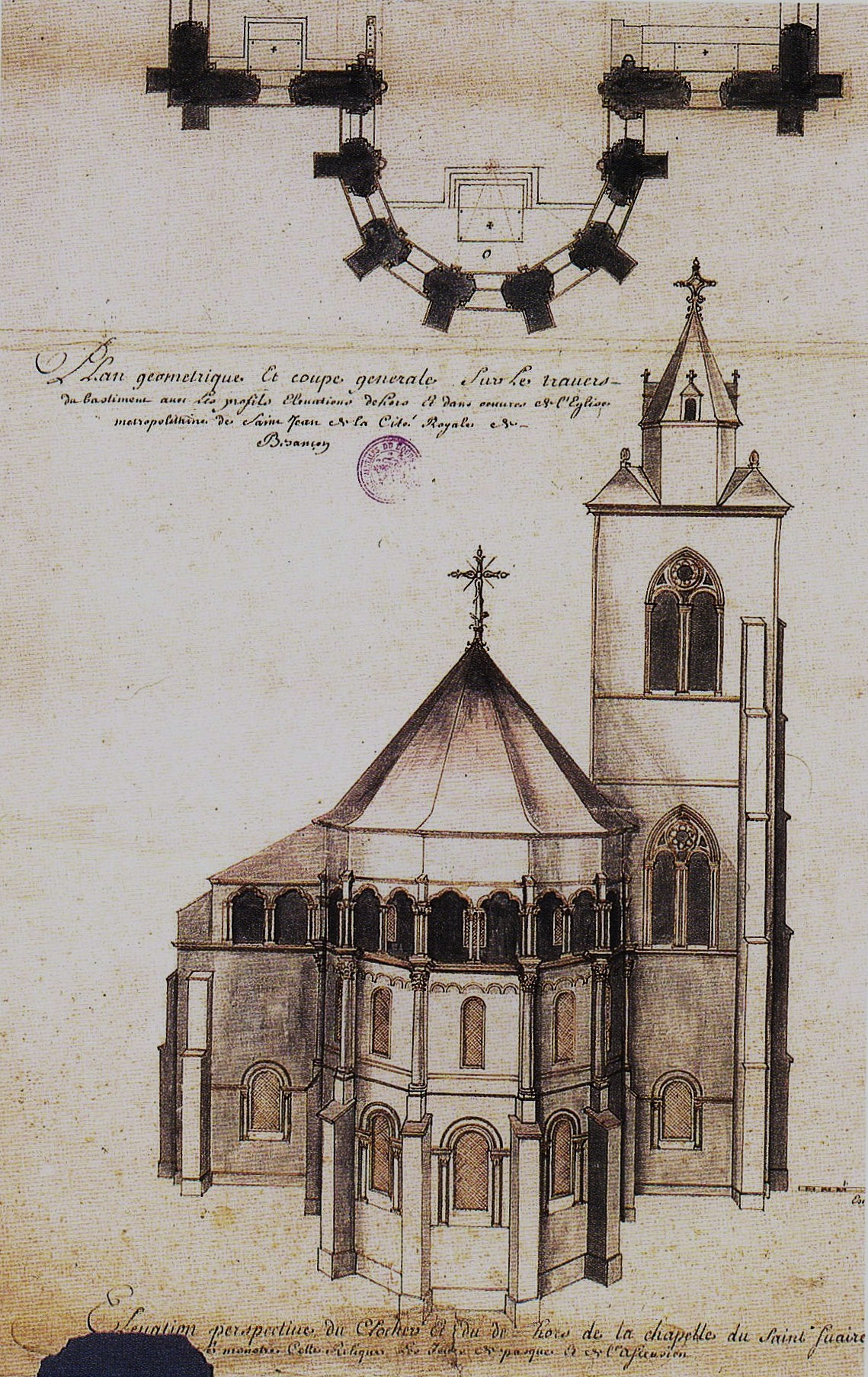
Abside orientale avant l'effondrement du clocher en 1724.

Les deux absides de la cathédrale Saint-Jean comportaient des élévations parmi les plus inventives de leurs temps. Ces dernières incluaient sept pans délimités à l'extérieur grâce à des contreforts, et furent également couvertes d'une voûte dite en cul-de-four. L'abside occidentale fut quant à elle conservée jusqu'au départ du cul-de-four, et comprenait des fenêtres qui s'établissaient sur deux niveaux. Des petites fenêtres qui étaient intégrées à la crypte sont encore visibles au ras du sol, et furent détruites au XVIIe siècle quand l'édifice fut réaménagé. Ces fenêtres dont la partie située en plein cintre est divisée dans un grand bloc formant un linteau sont particulièrement remarquables de par leur perfection, notamment au niveau de leur stéréotomie. Quant aux fenêtres du deuxième niveau, c'est leur ampleur qui frappait davantage, ces dernières, occupant la totalité de l'espace mural compris entre les contreforts, fournissaient au sein même de l'abside une illumination abondante.
Grâce à des documents antérieurs à la destruction de l'abside orientale, on peut aujourd'hui imaginer avec précision son élévation extérieure. Cette abside comportait comme l'abside occidentale deux niveaux de fenêtres mais à l'instar de cette dernière les deux niveaux donnaient sur la partie extérieure de l'abside, et les fenêtres les plus amples étaient les fenêtres basses. D'autres monuments de l'époque proposent le même type d'absides à deux niveaux de fenêtres, tel que la cathédrale Saint-Lazare d'Autun, ou encore l'abbatiale de Payerne.
Mais c'est avec l'abside de la cathédrale Notre-Dame de Verdun que les similitudes sont les plus frappantes. En effet ces deux édifices ont été consacrés en 1148 et présentent des ressemblances au niveau du traitement plastique de l'élévation extérieure, mais aussi par rapport aux contreforts, les deux cathédrales disposant de contreforts aux angles soulignés de colonnettes dans l'abside occidentale ainsi que des contreforts à glacis et ordre superposés dans l'abside orientale.
On pensait alors que ce fut l'archevêque Anseric qui copia certains éléments de son édifice de la cathédrale Notre-Dame de Verdun, construite par l'architecte Garin. Cette hypothèse est appuyée par l'impact en Lorraine qu'eut l'œuvre de Garrin qui devait connaître une longue descendance dans sa région d'origine, ce qui ne fut pas le cas de la cathédrale Saint-Jean en Franche-Comté.
Hypothèse renforcée quand on sait que l'archevêque Anseric, architecte de la cathédrale Saint-Jean, est d'origine lorraine. Pourtant, les travaux de la cathédrale Saint-Jean de Besançon qui débutèrent au cours des années 1120 sont antérieurs d'à peu près dix ans du début de la construction de la cathédrale Notre-Dame de Verdun, qui débuta à partir de 1132. Malgré tous ces éléments, l'hypothèse communément admise est que c'est la cathédrale Saint-Jean de Besançon qui s'inspira de la cathédrale de Verdun, et non l'inverse.

#### Les chapiteaux
Les chapiteaux de la cathédrale Saint-Jean apparaissent tout comme son architecture, presque un cas unique dans la région Franche-Comté, ci ce n'est que la reprise d'un thème dans le cloître de l'abbaye Saint-Pierre de Baume-les-Messieurs et dans la nef de l'église du lieu-dit Vuillorbe. L'architecture franc-comtoise était assez austère durant le XIIe siècle ce qui explique la présence si rare de sculptures monumentales dans la région ainsi que dans la cathédrale Saint-Jean. Bien que quelques légères similitudes existent entre les chapiteaux de l'édifice et ceux de la cathédrale Notre-Dame de Verdun, une certaine réserve s'impose par rapport aux conclusions chronologiques qui pourraient être tirées.
Cent quinze chapiteaux sont actuellement visibles malgré la reconstruction du XIIe siècle, laissés à leurs places initiales d'antan ou réutilisés pour les parties gothiques. Les chapiteaux extérieurs et intérieurs, qui sont de petites dimensions et situés dans l'abside occidentale, furent tous conservés et surmontaient des colonnettes encadrant les fenêtres organisées en paire symétrique avec un thème différant d'une fenêtre à l'autre. A contrario, les chapiteaux extérieurs composés de simples feuilles lisses inspirées du XIe siècle surmontant des colonnettes d'angle des contreforts contrastaient visiblement avec la décoration remarquable de l'intérieur.
Dans l'abside se trouvent des chapiteaux qui se trouvent être les seuls historiés du monument. Deux d'entre eux encadraient la fenêtre d'axe et étaient situés juste au-dessus de la cathèdre sur laquelle prenait place l'archevêque et représentant le collège apostolique. On peut alors faire le rapprochement de ce symbole avec l'archevêque Anséri sachant que l'édifice fut construit par ce fervent défenseur de la vita apostolica.
Les deux chapiteaux encadrant la fenêtre adjacente côté sud représentaient quant à eux les mages devant Hérode ainsi que l'adoration des mages, sujet qui était particulièrement prisé durant le XIIe siècle. La dimension réduite des corbeilles a dû considérablement gêner le sculpteur dans l'élaboration de son œuvre sur ces quatre colonnes historiées, comme le prouve le choix de tailler la tête des personnages et de plus négliger le corps de ceux-ci, qui sont parfois quelque peu atrophiés. Bien qu'en usant de ce subterfuge les compositions apparaissent encombrées et souvent peu lisibles, et il faut s'approcher des œuvres pour pouvoir admirer leurs splendeurs.
Les chapiteaux ornementaux sont quant à eux tout à fait remarquables pour leurs qualités, notamment les chapiteaux accueillant des personnages nus de taille réduite qui s'ébattent dans une végétation touffue. Il semble cependant que ce soit le même sculpteur qui exécuta les deux œuvres, comme le prouve le traitement spécial des visages caractérisés par des traits fins et doux ainsi que par leurs nez pointus et leurs yeux chétifs et globuleux. Ce fut également ce même sculpteur qui réalisa la majorité des chapiteaux de la nef, bien que l'ensemble soit moins bien conservé que le reste des éléments de la cathédrale notamment à cause des transformations importantes qui furent apportées au cours du XIIIe siècle.
Les chapiteaux de l'église romaine surmontant les piles des grandes arcades, qui étaient au nombre de quarante, furent peu à peu remplacés pour la plupart pour qu'il n'y en reste que la moitié au XIIe siècle. Les chapiteaux qui étaient situés près des ouvertures sur les combles ont quant à eux totalement disparu, cependant l'architecte du XIIIe siècle en a redéployés certains dans les triplets établis devant les fenêtres pour recevoir les voûtains. Une ornementation fantastique comprenant des réalisations exubérantes dans l'abside sont visibles dans certaines corbeilles des grandes arcades à l'instar des décorations des chapiteaux situés sur les ouvertures sur combles qui sont moins inspirées, comme si d'autres sculpteurs avaient participé à l'élaboration de ces chapiteaux en poursuivant l’œuvre du maître, mais sans la réactualiser.

### Les transformations duXIIIesiècle
En 1212, la charpente de style roman de la cathédrale fut entièrement détruite par un incendie, où seuls les murs furent épargnés. Une lettre du pape Innocent III adressée à l'évêque Amédée de Trameley (1193–1220) ainsi qu'à l'ensemble du clergé bisontin en témoigne :

« Les constructions de bois de votre église ont été, lors d'un accident, brûlées par le feu, cependant les parois n'ont pas été endommagées, et la table de l'autel principal n'a subi à son extrémité qu'une petite fracture ; vous avez demandé au Saint-Siège d'être instruit par lui de ce qu'il fallait renouveler ou non la consécration de cet autel ou encore de toute l'église. Nous pensons devoir répondre ainsi : puisque les murailles sont demeurées dans leurs intégralité et que la table de l'autel ne fut ni énormément déplacée ni gravement abîmée, pour ce cas, il ne faut pas consacrer à nouveau ni l'église, ni l'autel. »

Le sinistre allait être le point de départ d'une campagne de rénovation et dès 1212, Amédée de Trameley organise les travaux et tente de réunir les fonds nécessaires en organisant des quêtes : 

« Amédée, par la grâce de Dieu, archevêque de Besançon à tous les abbés, prieurs, doyens, sous-doyens, curés, chapelains et autres fidèles auxquels les présentes lettres parviendront, salut le Seigneur. L'état de votre église de Besançon qu'un déplorable incendie vient de détruire vous indique et vous manifeste suffisamment l'extrême nécessité dans laquelle nous nous trouvons pour vous écrire en sa faveur. La désolation dans laquelle elle se trouve doit être présente aux yeux de votre âme. Aussi, nous vous adressons des députés ecclésiastiques porteurs de nos lettres, vous demandant, vous priant et vous ordonnant de les recevoir dans vos demeures avec bonté et empressement. Vous exhorterez vos paroissiens à répandre leurs bienfaits sur cette église, avec le plus grande diligence, et vous le ferez si bien que vous obtiendrez la reconnaissance de Dieu et de l'Église, en même temps que la nôtre. »

Plusieurs autres quêtes devaient également être organisées au clergé de Besançon mais aussi dans ceux de Genève, Lausanne, Bâle et Belley en 1231, 1237 et 1239. Les travaux de la cathédrale devaient certainement être achevés vers 1246, année où furent transférées les reliques des saints Ferréol et Ferjeux. Le légat Huges accorda le 27 août 1253 des indulgences en mémoire de la dédicace de la cathédrale romane datée du 5 mai 1148. Quelques archives ont subsisté de cette époque, révélant ainsi que des personnages dont l'un est désigné sous le nom de lathomus ou caementarius, devant être appareilleur ou maçon.
Un certain Jacques est cité en 1231, et un autre Jacques (ou peut-être le même) obtint la même année 75 livres de la part de l'archevêque Nicolas de Flavigny (1229–1235) avec Pierre, fils d'un Jean Donny qualifié de dominus sans que l'on puisse établir à quoi correspondait cette rémunération. Il est ainsi compliqué d'établir quel artiste a réalisé telle ou telle phase des travaux, d'autant plus que les mots de lathomus ou caementarius désignent en latin le nom Masson, ce dernier étant le patronyme d'une puissante famille de Besançon.
Même si l'archevêque Nicolas a payé en 1231 une importante dette envers Jacques et Pierre Cementarii, rien ne prouve actuellement que cette dette ait un rapport avec les travaux de la cathédrale. Un certain Étienne Maçon, maître de Saint-Jean aurait pu être l'un des artistes, mais cela n'est pas le cas notamment parce qu'il s'agit d'un fabricien de famille modeste de la fin du XIIIe siècle. Seule certitude, le financement des travaux fut entre les mains de l'archevêque et non des chanoines, ce qui est très peu commun dans les autres églises du XIIIe siècle.
Ces travaux faisant suite à l'incendie de 1212 étaient une occasion de se conformer aux modes nouvelles comme le prouvent les voûtes d'ogives. Mais ces modifications devaient également avoir pour but, en plus de l'aspect purement visuel, un aspect technique utile de façon à prévenir tout nouvel incendie. Quant aux murs romans qui ont résisté aux ravages des flammes, ils furent conservés et doublés d'une véritable armure intérieure.
Les travaux entrepris devaient irrémédiablement commencer par une reprise quasi complète des piles circulaires en sous-œuvre qui n'étaient pas suffisamment résistantes pour supporter le poids d'une voûte en pierre, avec seulement un peu plus d'un mètre de diamètre. Il faut considérer cette modification des piles comme une véritable prouesse technique, l'architecte devant en effet maintenir grâce à des cintres de bois les arcades ainsi que les maçonneries qu'elles supportaient tout en reconstruisant la totalité des supports, non sans en modifier la forme.
Même si l'architecte conserva le principe d'un fût cylindrique, il adjoignit du côté du vaisseau central et collatéraux une assemblée de trois colonnettes devant recevoir les retombées des voûtes d'ogives. Avec ce stratagème architectural on pouvait donner l'effet de files de colonnes alors que les supports concordaient dans leur nouvelle fonction structurelle. L'architecte gothique, certainement dans un souci de respect de l'œuvre de son prédécesseur, a remplacé les chapiteaux romans situés au-dessus des piles qu'il venait de reconstruire, mais en les entaillant sur deux de leurs faces permettant ainsi d'encastrer les chapiteaux surmontant les groupes de colonnettes.
Les bases, qui présentaient un profil uniforme caractéristique du XIIe siècle, n'eurent pas droit aux mêmes scrupules. Les piliers cruciformes situés en sous-œuvres furent quant à eux laissés tels quels, car ils étaient suffisamment puissants pour supporter la nouvelle voûte. On incrusta simplement sur deux de leurs faces trois colonnettes devant recevoir les ogives du vaisseau central ainsi que des bas-côtés.
L'existence d'une corniche moulurée sur le haut des grandes arcades allait poser des problèmes ; en effet, cette barre horizontale continue s'opposait aux lignes verticales découpant les travées qui étaient un signe indispensable de l'architecture gothique au XIIIe siècle. Ce problème fut réglé par une illusion astucieuse, grâce à l'installation de faisceaux de colonnettes recevant les ogives faisant croire qu'elles traversaient la corniche. Un bandeau mouluré sur lequel sont établies de minces et hautes colonnettes d'un triplet fut ajouté au-devant du mur roman et devant soutenir la tête des voûtains, donnant ainsi l'impression d'un élargissement de la corniche.

### La cathédrale duXVIesiècleauXVIIIesiècle
D'importants remaniements, reconstructions et restaurations sont entrepris au XVIIIe siècle, les parties occidentales ayant été détruites lors d'un glissement de terrain. L'archevêché fut quant à lui construit en 1704 la où est situé actuellement le rectorat de Besançon par Joseph de Grammont, et on peut encore apercevoir quelques arcatures datant du XIIIe siècle noyées dans les murs. En 1724 le contre-chœur sera fortement endommagé par l'effondrement du clocher. L'architecte Germain Boffrand reconstruit et décore le nouveau contre-chœur de l'édifice, convenant à l'ostension d'un Saint-suaire conservé dans cette partie de la cathédrale. Le nouveau clocher fut quant à lui reconstruit un peu plus tard et achevé en 1734 de l'autre côté de la nef, à son emplacement actuel. En 1765, l'architecte Riepp reconstruit un escalier intérieur permettant l'accès à un premier orgue placé en nid d'hirondelle.
L'architecte Chalgrin construit en 1771 la grande sacristie, contenant des boiseries remarquables ajoutées par la suite et dessinées par le franc-comtois Claude Joseph Alexandre Bertrand, en 1778. En 1790, l'édifice est fermé au culte avant d'être rouvert le 1er mai 1790 par le curé constitutionnel. Cependant, la dévotion populaire liée à l'ostension du Saint-Suaire fut telle qu'elle se poursuivit pendant la fermeture de la cathédrale jusqu'en juin 1791. Le jubé de la cathédrale Saint-Jean, élevé en 1560 par Claude Lullier, fut totalement détruit en 1792. Le chœur est réduit (d'une travée), rehaussé et des chapiteaux sont retaillés. Les anciens fonts baptismaux qui étaient situés dans la chapelle Saint-Denis (actuellement chapelle de la Semaine) furent, eux aussi, démolis et une partie de la tuyauterie de l'orgue de Riepp fut vendue. Le bâtiment fut finalement rendu au culte seulement en 1798.

### L'édifice auXIXesiècle
En 1809 la galerie du cloître datant du XIIIe siècle, conduisant à l'archevêché de l'époque est coupée afin de créer un passage vers la cour occidentale du bâtiment. En 1823 un nouvel orgue est construit par Joseph Callinet. L'escalier qui fut construit provisoirement pour avoir accès à cet orgue fut détruit en 1830, car il gênait considérablement le passage. Mais cette démolition condamne la disposition en nid d'oiseau de l'orgue, obligeant ce dernier à être établi dans un appendice construit au-dessus du passage conduisant à l'ancien archevêché. En 1829 le cardinal de Rohan-Chabot aménage le sanctuaire et pose un nouveau dallage en 1830. En 1854 une couverture indépendante de la nef est établie sur les bas-côtés afin de redonner de la lumière naturelle par les fenêtres hautes. En 1857, on creuse une crypte sous la chapelle du Sacré-Cœur où reposeront les sépultures des comtes de Bourgogne.
En 1869, la mosaïque du chœur est construite et on y pose les vitraux l'année suivante. Entre 1873 et 1875, le triforium est remanié ainsi que les verrières des fenêtres hautes et certains vitraux à figures. En 1875, la cathédrale est classée aux monuments historiques. Entre 1935 et 1951 les vitraux de la première, seconde et quatrième chapelle du bas-côté gauche ainsi que ceux de l'abside occidentale et des tribunes furent refaits grâce à l'initiative de l'archevêque Maurice-Louis Dubourg.

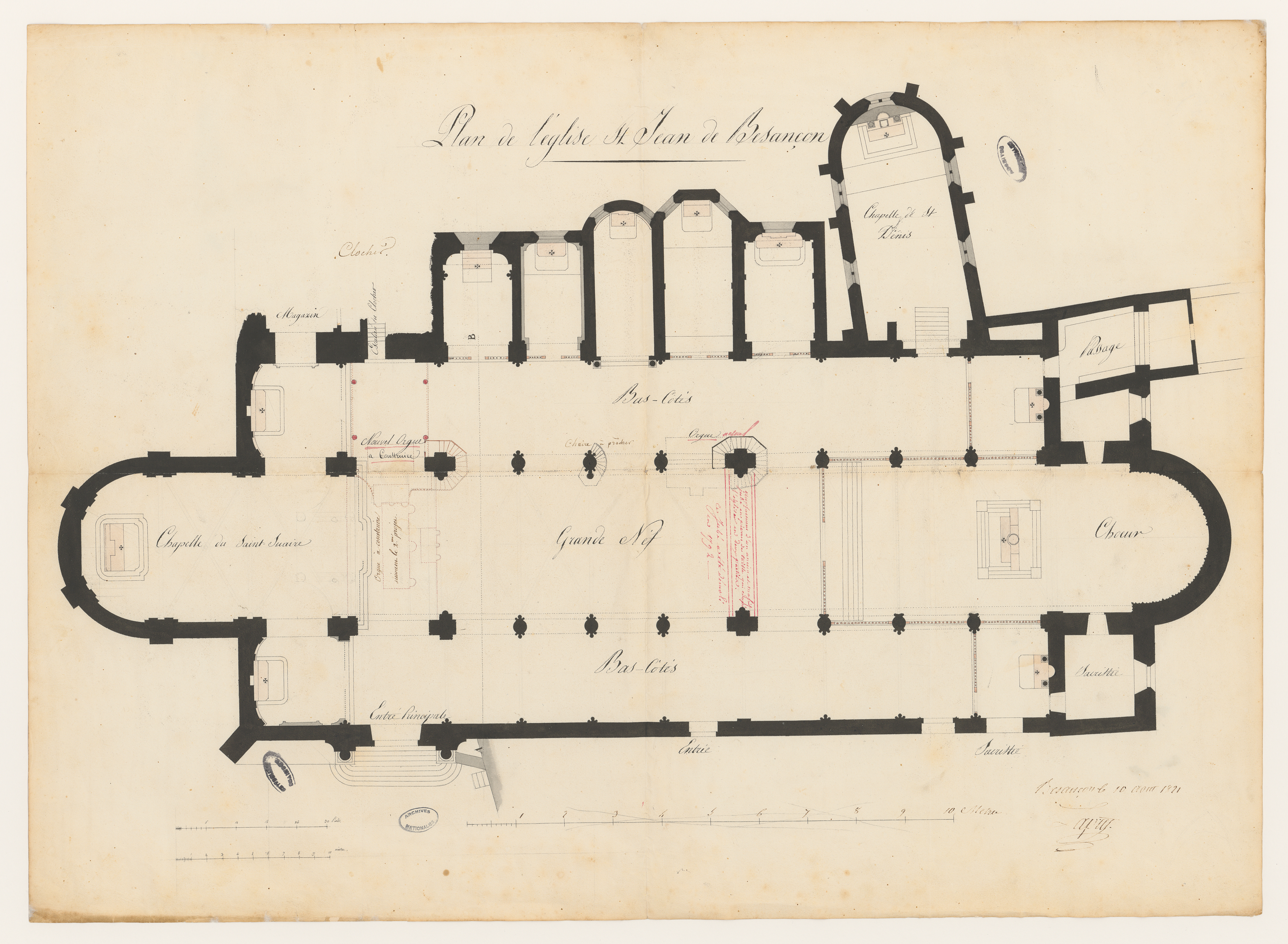
Plan de la cathédrale de Besançon, par D. P. Lapret (1821).
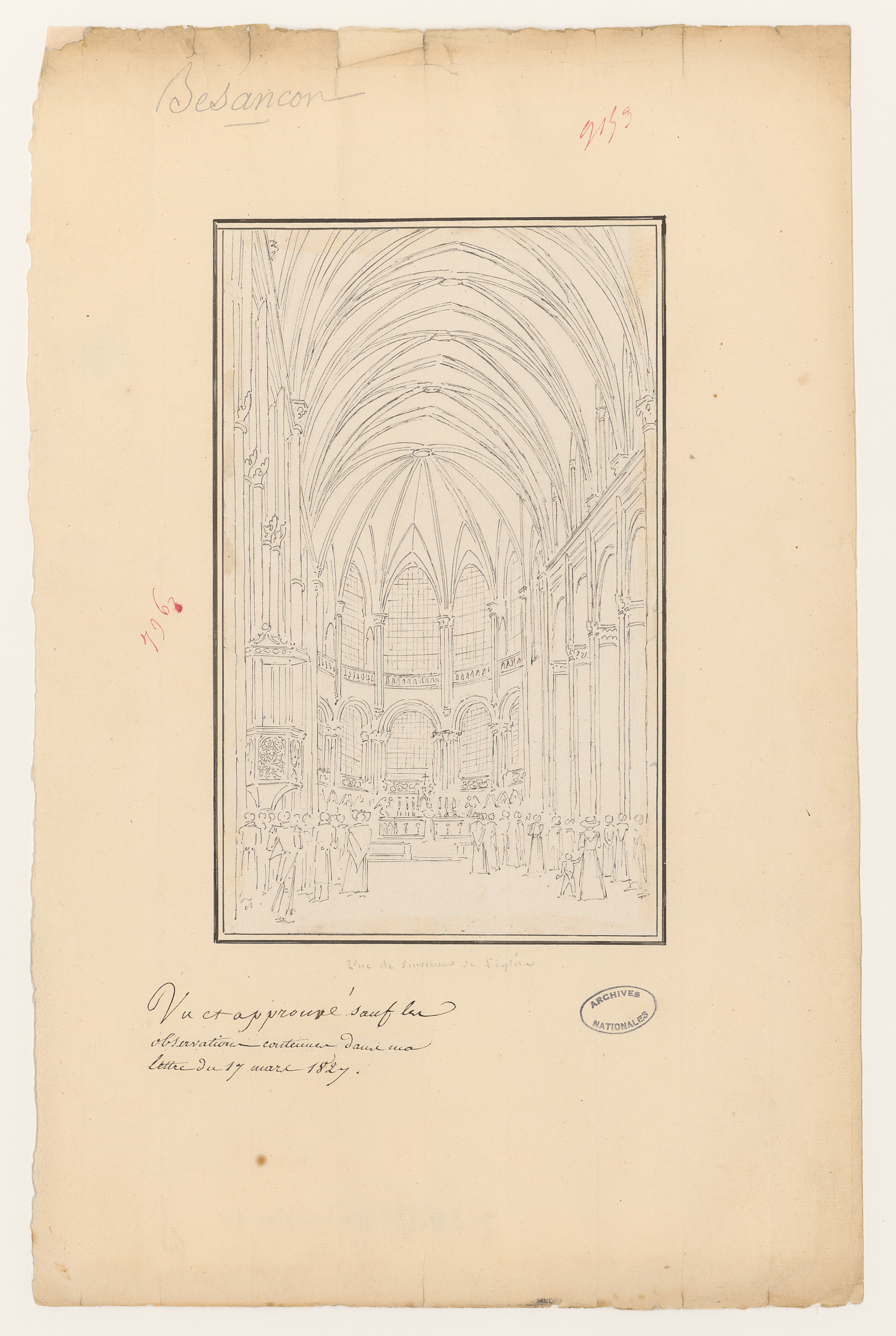
Vue de l'intérieur de l'église : chœur, par Maximilien Painchaux (1827).
Élévation de la cathédrale côté chœur, par A. G. Guérinot (1866).

### L'édifice auXXIesiècle
D'importants travaux de restauration ont eu lieu de 2017 à 2020 : les toitures, le clocher et les façades ont été entièrement restaurés. L'horloge astronomique a aussi été restaurée lors de cette période.

## Architecture

### Architecture générale

Plan actuel de la cathédrale.

La cathédrale Saint-Jean offre l'originalité d'être construite sur un plan roman-rhénan (deux chœurs opposés dans deux absides opposées). Ceux-ci sont reliés par une nef bordée de plusieurs chapelles intérieures sur le côté nord
Marcel Ferry et Bernard de Vregille diront en 1976 : « Laissons-nous saisir par ce qu'elle a d'élégance et de fermeté. À la base, très en dessous des arcades de la nef, le déroulement des baies romanes demeure à la mesure humaine. Mais au-dessus, établis dans un juste rapport avec l'étage inférieur, les supports et les hautes fenêtres gothiques élèvent l'ensemble à la hauteur générale de l'édifice. Tout est de qualité. Les fenêtres romanes en plein cintre s'ouvrent au fond d'un jeu savant de colonnettes et de voussures qui semble n'avoir pas de modèle connu. Pour les couronner, le maître d'œuvre bourguignon a utilisé toutes les ressources de son art. Il a ramené vers l'avant la retombée des voûtes en la posant sur des encorbellements ; au centre il a ménagé une haute galerie de circulation ; enfin il a rejeté, vers l'arrière, avec les fenêtres, la pesée des murs et celle des charpentes. Le poids des voûtes et celui des murs s'équilibre sur la base romane comme le fléau d'une balance. La lumière qui vient des fenêtres circule entre les supports de l'architecture. La légèreté et l'équilibre de la solution adoptée sont tels qu'au dehors, pour contenir les poussées, il a suffi de minces contreforts montés en saillie depuis la mi-hauteur, au lieu des puissants renforts habituels polygonaux. En vérité, l'abside semble bâtie d'un seul mouvement, avec des structures, des proportions et des rythmes intérieurs parfaitement unifiés. »

### Le chœur liturgique
Placée à l'ouest, l'abside est composée d'une élévation à deux niveaux, correspondant à deux phases de construction de l'édifice. Le premier est constitué de sept fenêtres romanes du XIIe siècle. Le second niveau est composé de sept baies gothiques du XIIe siècle.

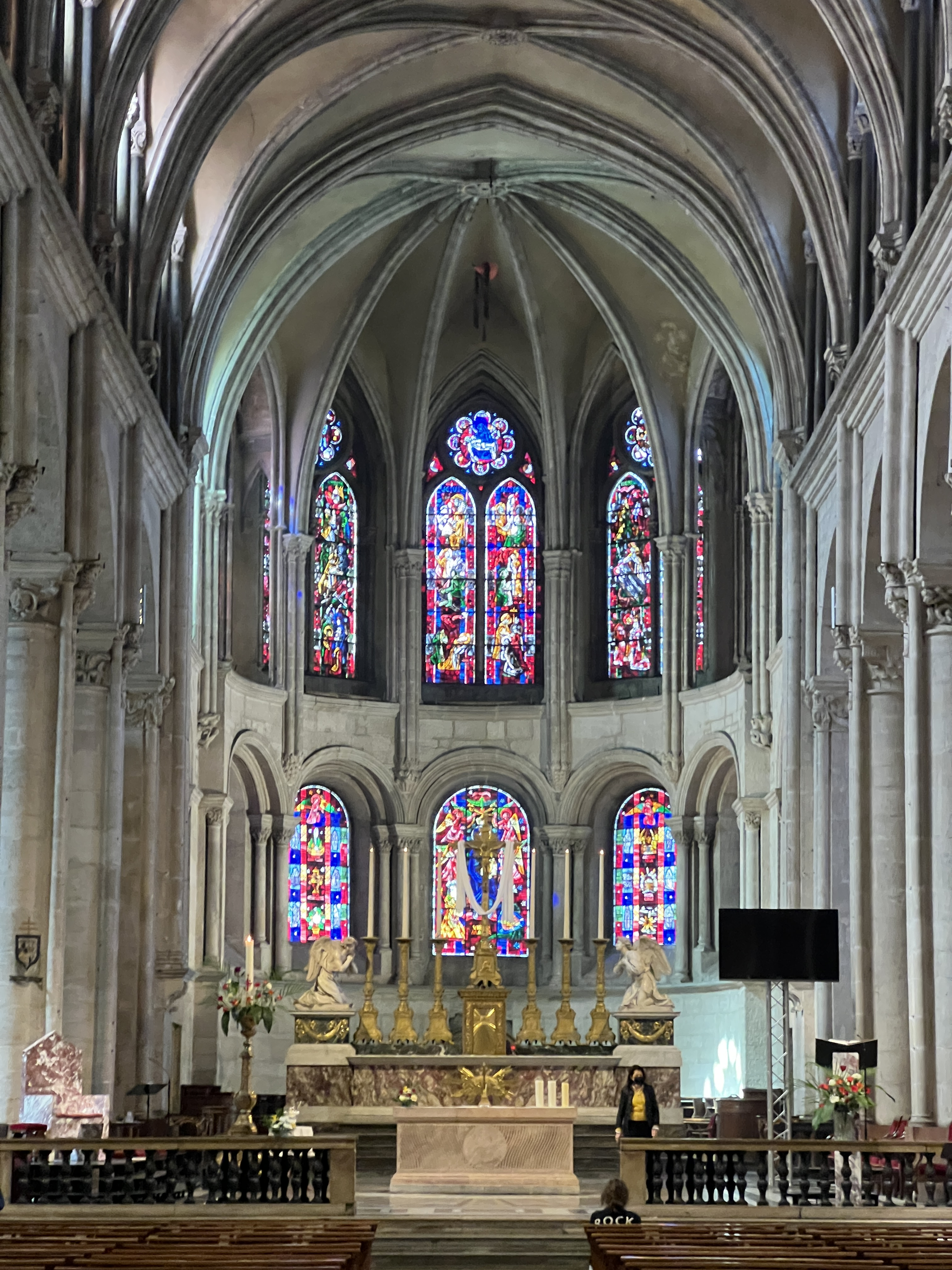
Vue intérieure.
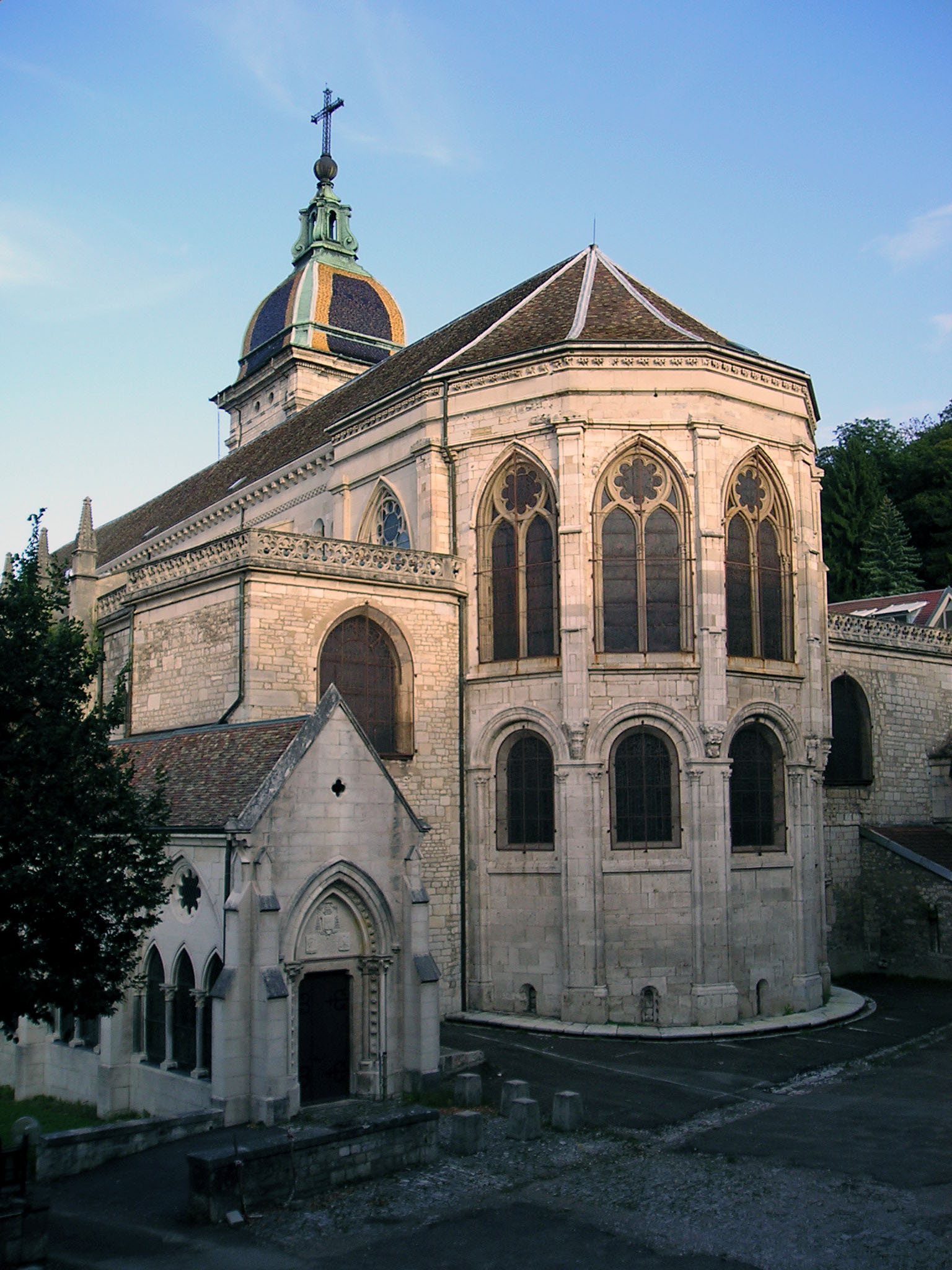
Vue extérieure.

### L'abside dit du Saint-Suaire

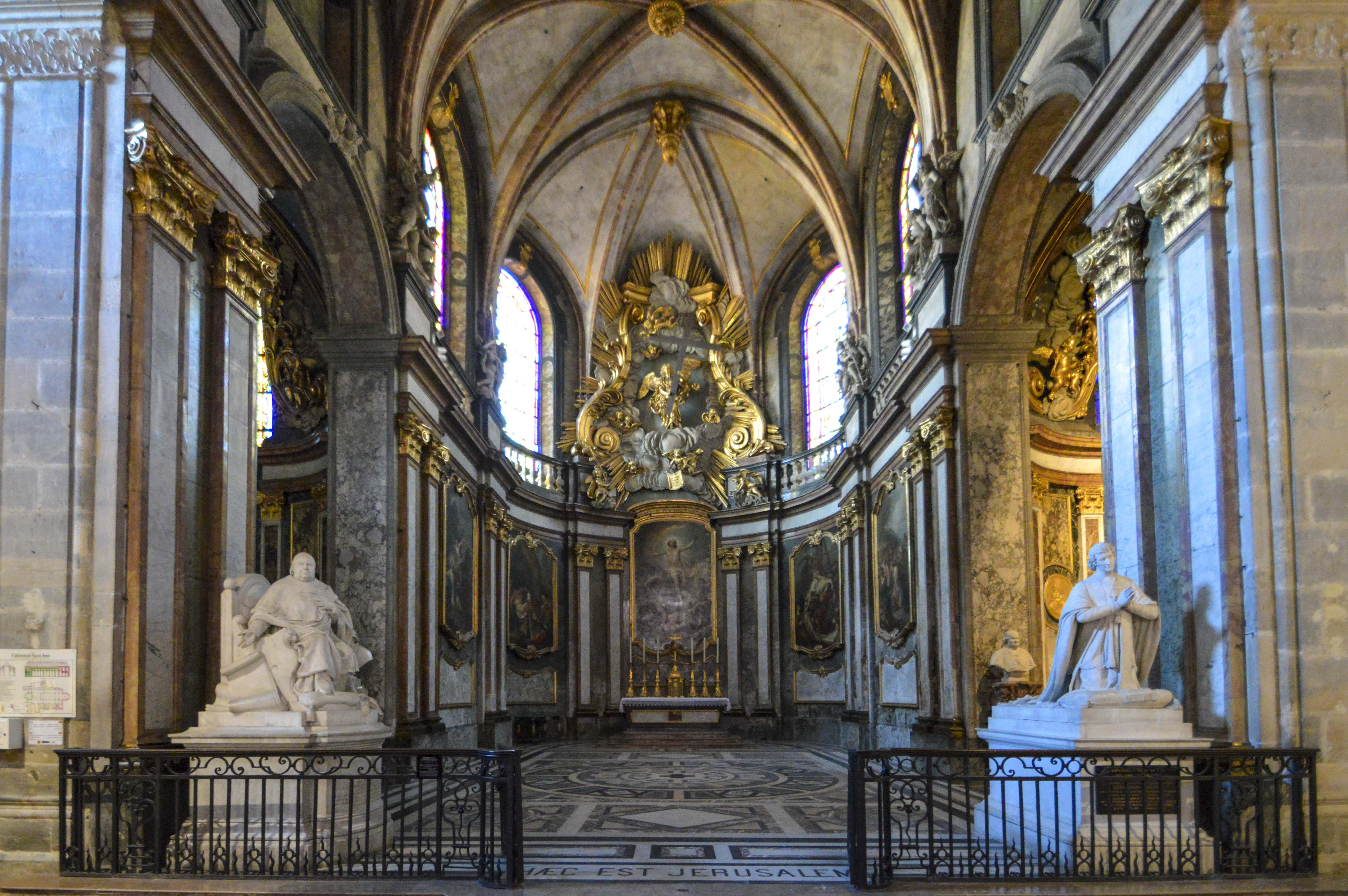
Vue d'ensemble.
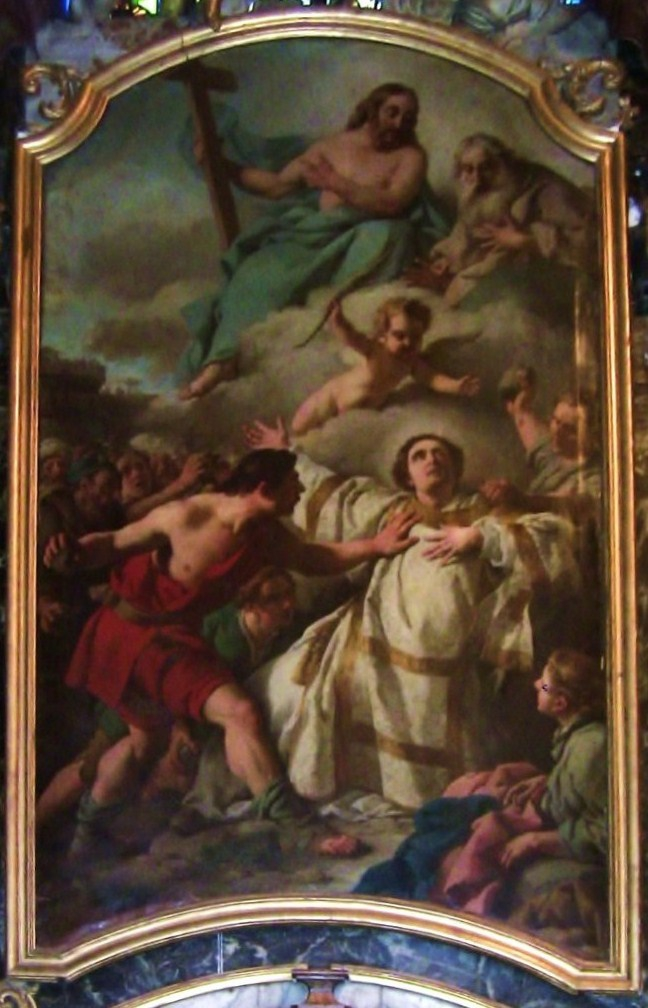
Le Martyre de Saint-Etienne par Jean-François de Troy.
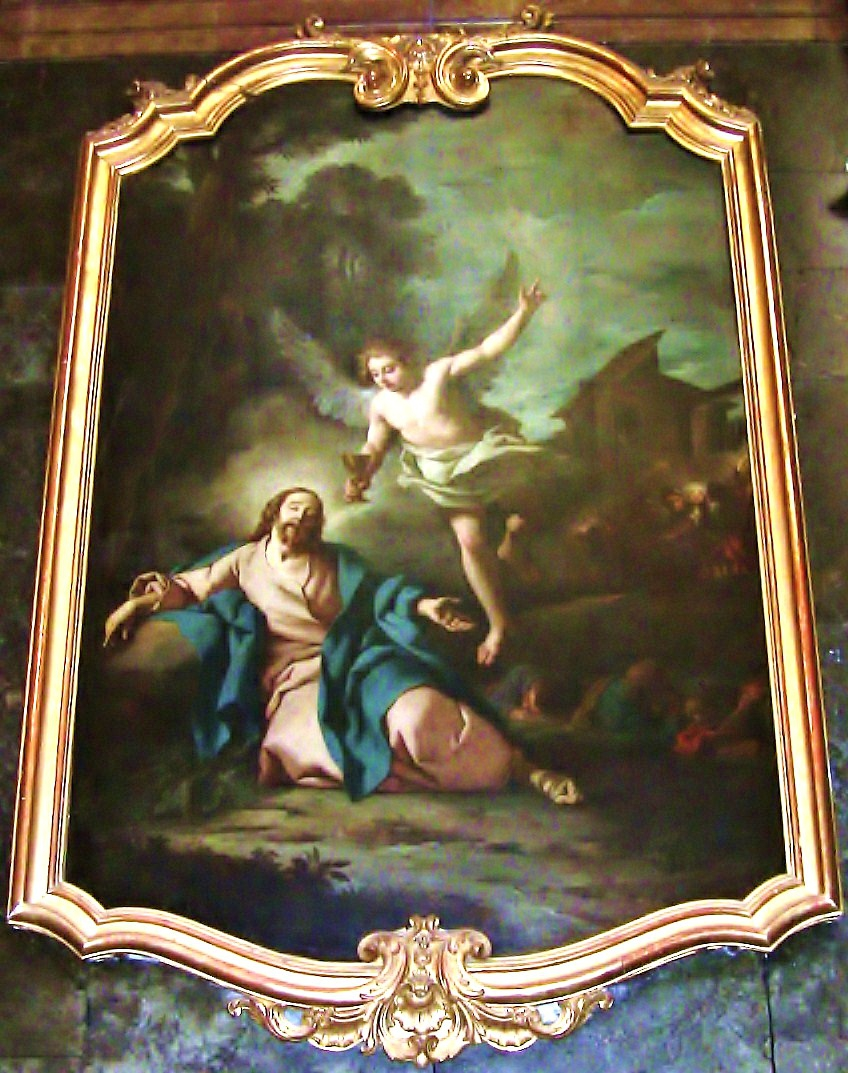
Le Christ au jardin des Oliviers par Jean-François de Troy.
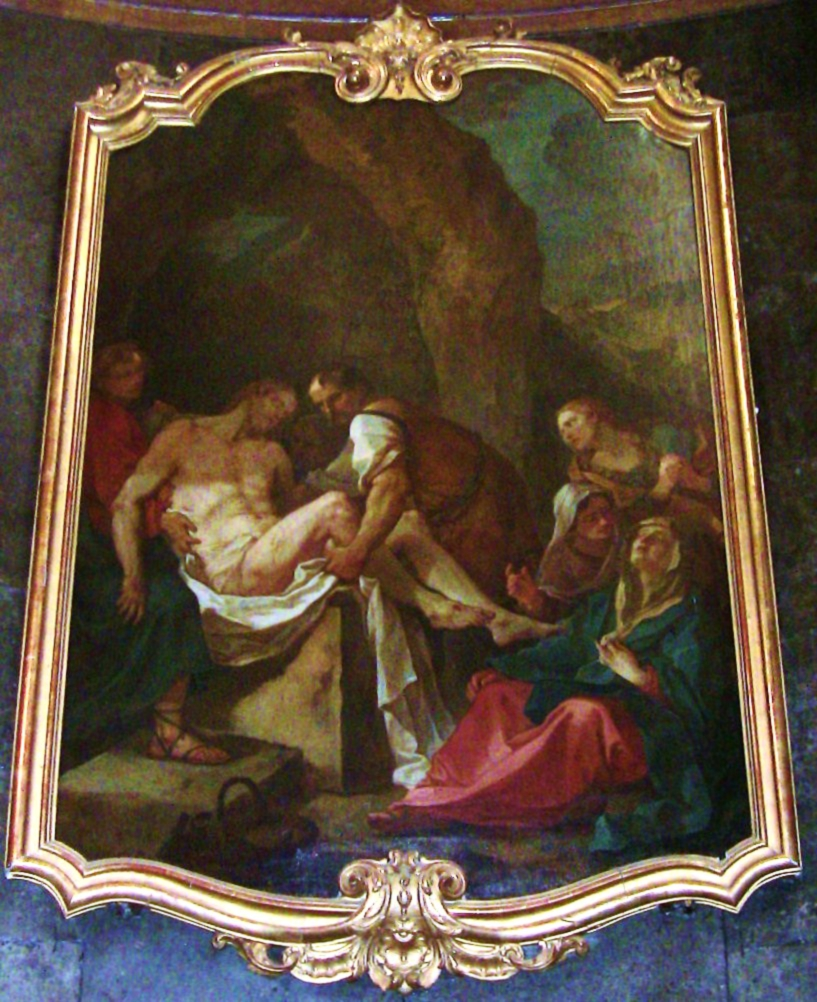
La mise au tombeau par Charles-Joseph Natoire.
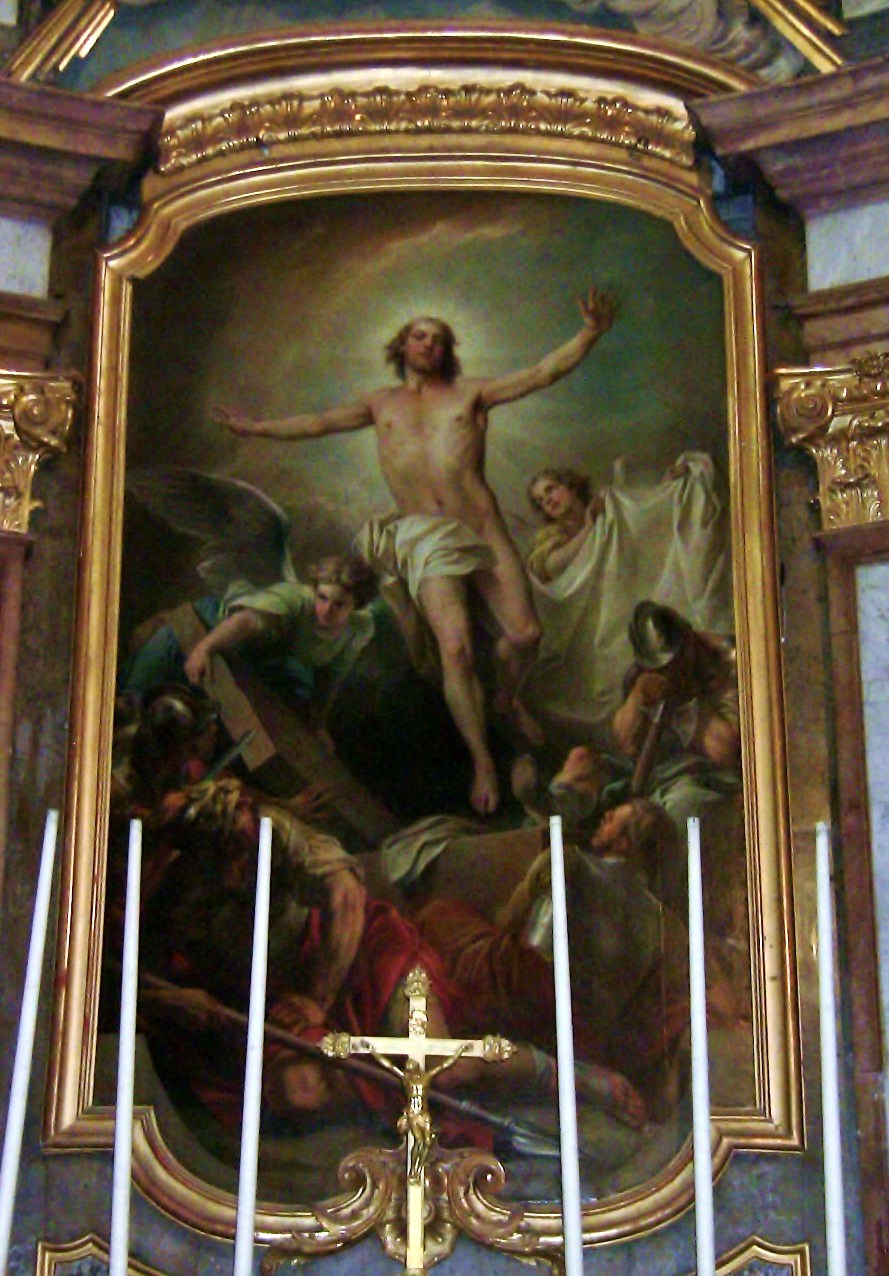
La Résurrection par Charles André van Loo.
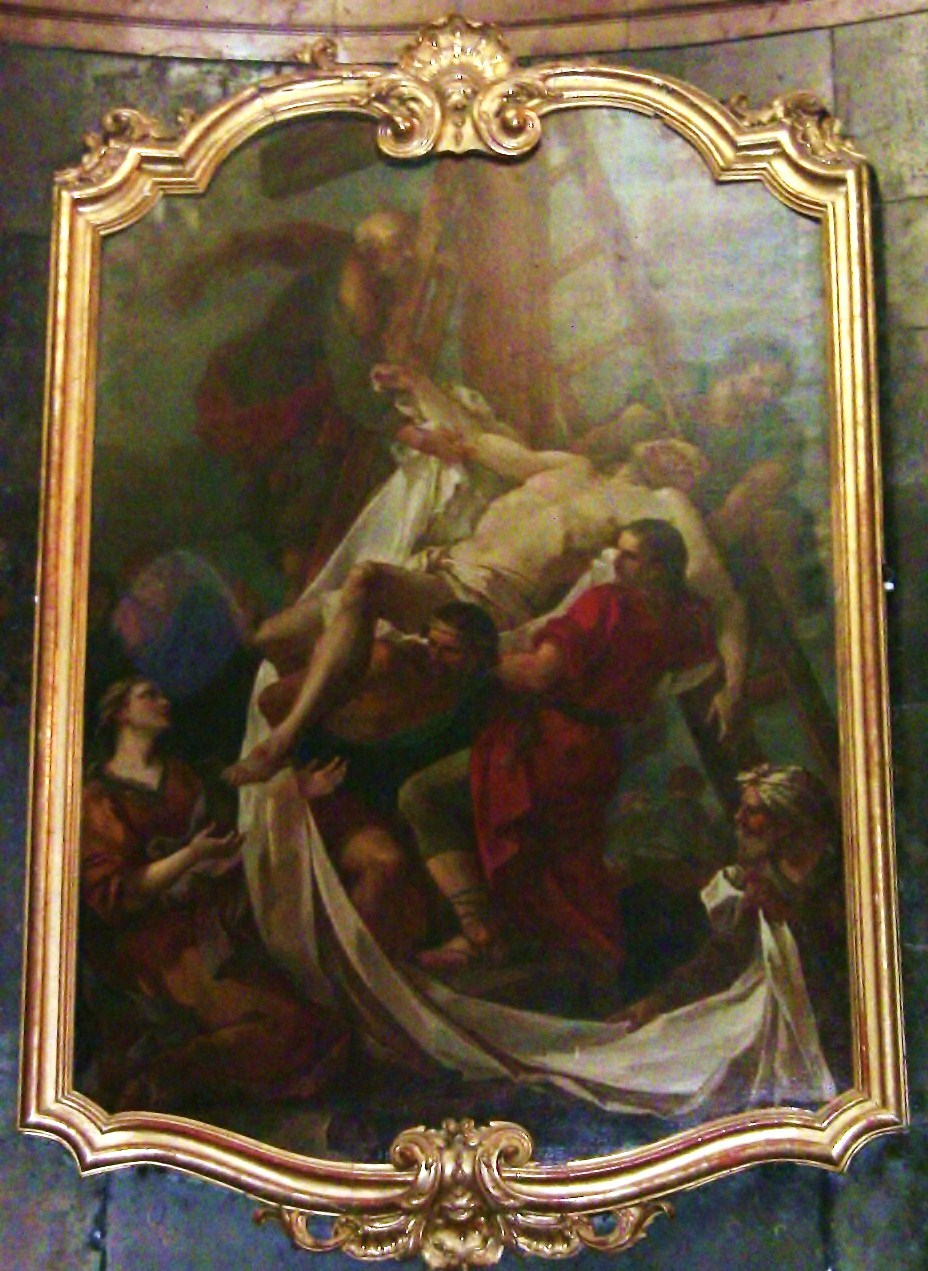
La Descente de croix par Charles-Joseph Natoire.
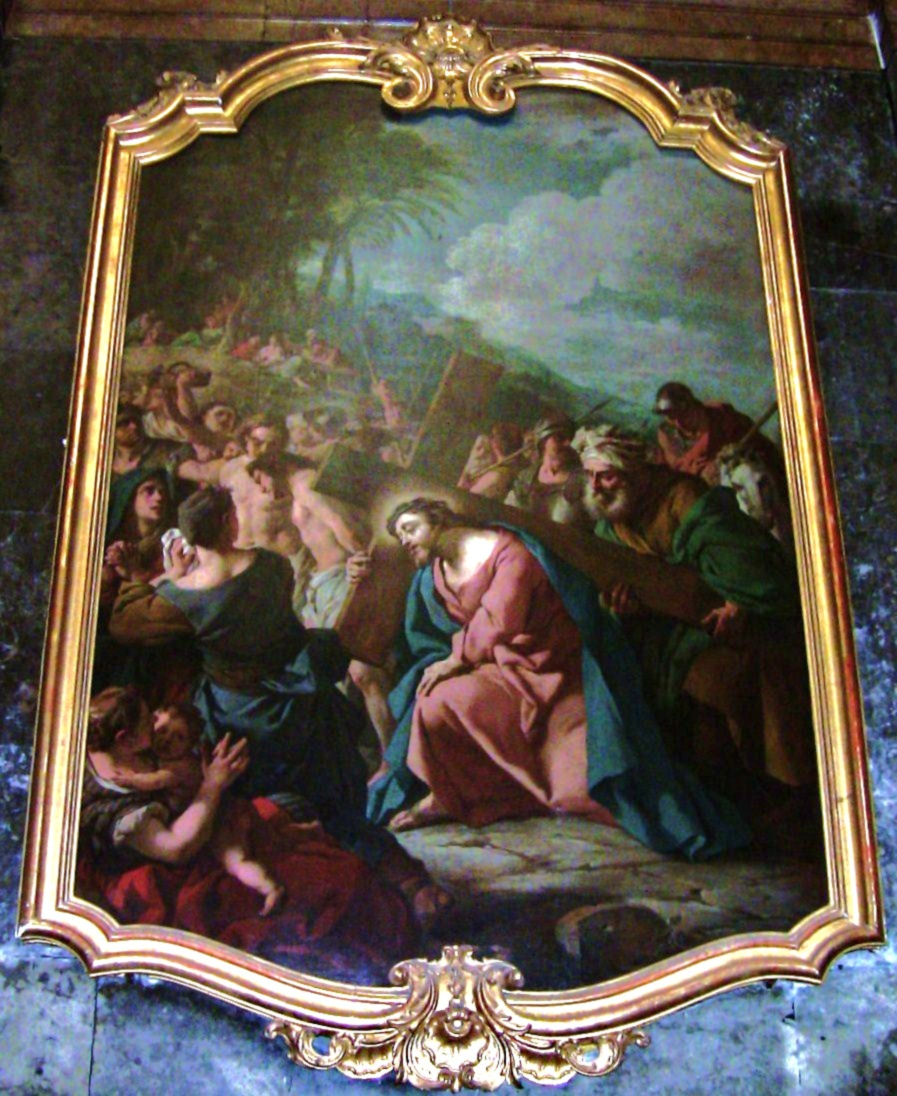
Le Portement de la croix par Jean-François de Troy.

### Les chapelles du collatéral Sud

#### La chapelle des Fonts baptismaux

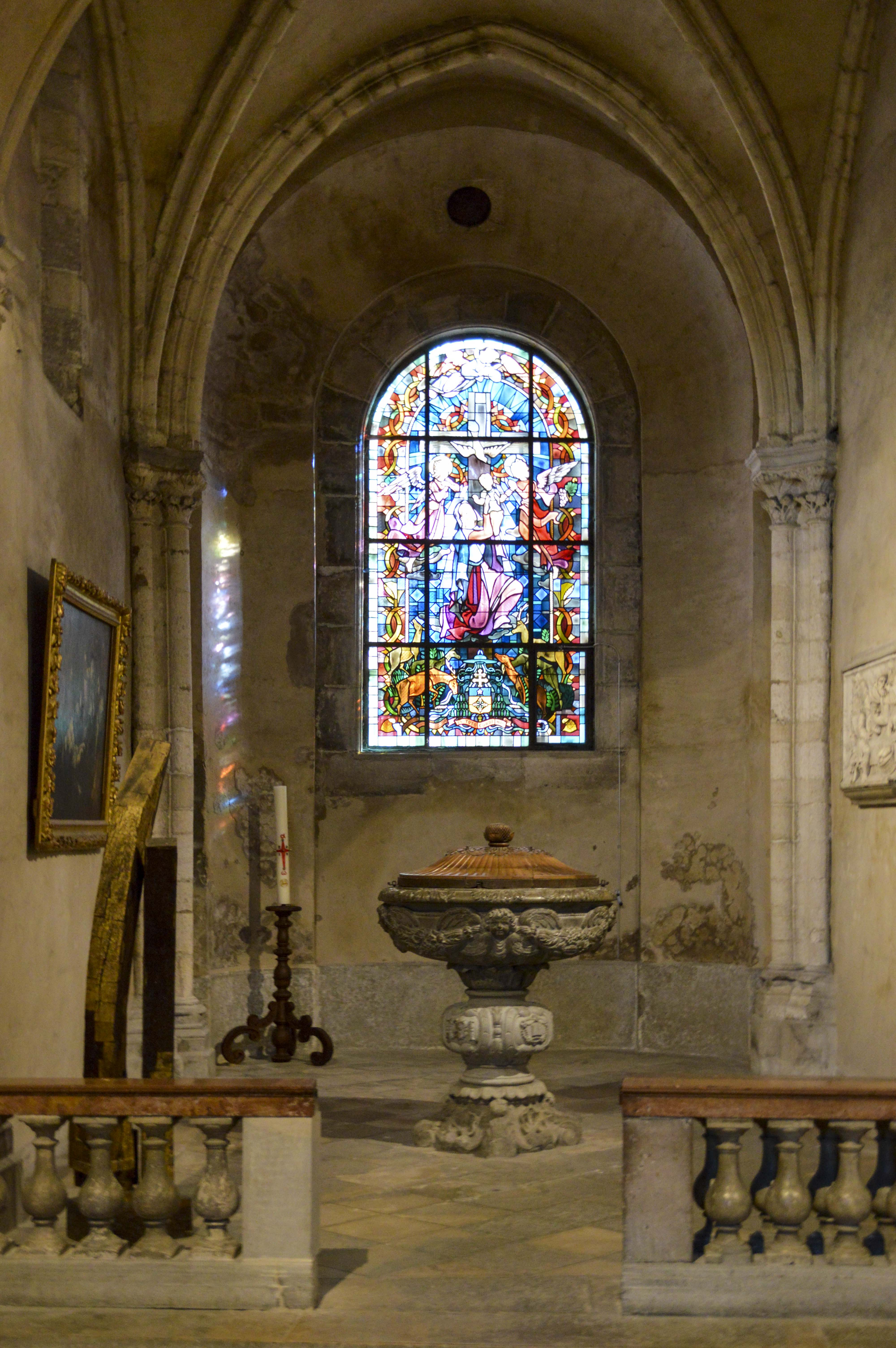
La chapelle des Fonts baptismaux.

La chapelle fut bâtie sous le patronage de saint Antoine et conserve son architecture gothique. Au XVIIIe siècle, elle fut amputée de sa seconde travée. La fenêtre date du même siècle. Les petites baies gothiques à lancette qui l'éclairaient de chaque côté ont été dégagées vers 1967.
La première chose qui frappe en entrant dans cette chapelle est le baptistère placé en son centre, vaste cuve en pierre où l'on renferme l'eau du baptême. Ce baptistère est le bénitier placé, jadis, à l'entrée de l'ancienne église des Jacobins de la rue Rivotte, à Besançon et dont il ne reste actuellement que le portail. La date inscrite sur le nœud du pied, qui fut remis à neuf vers 1914, indique qu'il fut taillé en 1691.
Cette date est écrite en roses pour rappeler Notre-Dame du Saint-Rosaire qui est l'objet particulier de la dévotion des Dominicains. Ces derniers firent ainsi entrer, dans la décoration de ce bénitier, les insignes de leur ordre : le chien de saint Dominique portant le flambeau allumé, l'étoile, le chapelet qui forme des guirlandes de perles répétées à plusieurs endroits, etc.,. La coupe, ornée de têtes d'angelots ailés et de guirlandes, repose sur un pied en griffes d'acanthes.
Sur le mur de droite, on remarque un bas-relief en marbre, représentant la Cène, que l'archevêque de Besançon, Césaire Mathieu (1834–1875) a fait fixer en 1845. C'est Claude Lullier qui le sculpta, pour orner, selon Joseph Quinnez, avec six autres statues, le jubé de la cathédrale, détruit pendant la Révolution française. L'abbé Guibard affirme, quant à lui, que cette pièce de marbre servit probablement à remplacer la table d'or donnée par Charlemagne, tandis qu'Auguste Castan pense que ce bas-relief décorait, autrefois, l'une des faces du grand autel de la cathédrale. Selon lui, encore, c'est l'autre face qui portait la table d'or en question, provenant bien du testament de Charlemagne.
Elle fut d'ailleurs fondue en avril 1642, sur l'ordre des chanoines qui se partagèrent les 9 253 francs et 1 gros qu'elle rapporta. Quoi qu'il en soit, selon l'abbé Guibard, cette représentation de la Cène ne se trouvait plus au grand chœur en 1711, au moment où l'on construisit un nouvel autel, entouré d'une plaque d'argent, avec douze niches pour les douze apôtres.
Dans la chapelle des Fonts, se trouvait, en 1868, une statue de la Vierge des Douleurs, la Mater dolorosa, la « Mère douloureuse » qui correspond, sans doute, à la Pietà que l'on évoquera ci-dessous. Désormais, sur la partie droite de l'entrée, on trouve une Vierge à l'Enfant qui est une statue de bois du début du XVIe siècle, due sans doute aux imagiers flamands de Brou.

#### La chapelle de la Rose de Saint-Jean

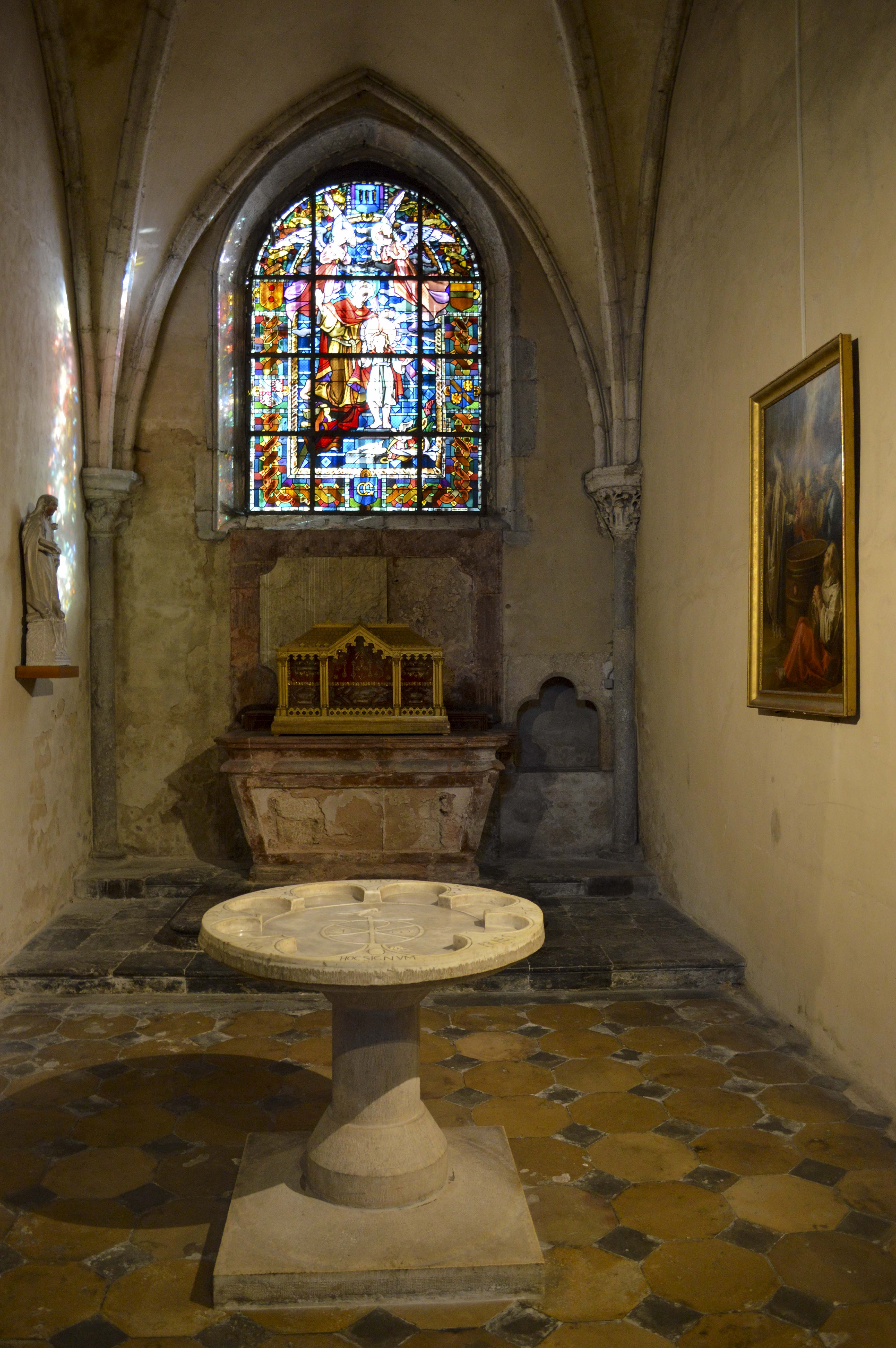
La chapelle de la Rose de Saint-Jean.

Cette chapelle fut reconstruite en 1328 par Jean de Cicon en l'honneur de saint Pierre. Elle fut ensuite, de temps immémorial, sous le vocable des saints anges gardiens. L'archevêque de Besançon, Louis-François de Rohan-Chabot, pendant son pontificat (1829–1833), consacra cette chapelle à saint François Xavier, l'apôtre des Indes, très vénéré dans le diocèse de Besançon. En 1914, la chapelle était dédiée à saint Joseph. Elle l'était encore en 1967.
Au XVIIIe siècle, elle fut habillée par Jean-François d'Espiard, chanoine de la cathédrale de Besançon, selon les goûts du temps, et revêtue d'ornements de style Pompadour qui étaient, selon l'abbé Guibard, en 1868, « d'un gracieux effet ». La chapelle retrouva son aspect ancien dans le courant des années 1960.
C'est dans cette chapelle qu'est actuellement installée la Rose de Saint-Jean. Il s'agit d'un marbre circulaire de 1,07 m, creusé en forme d'évier, appartenant anciennement à la chapelle dite « des Fonts » (encore en 1967),. La Rose de Saint-Jean est une table d'autel de marbre blanc qui porte en son centre un chrisme, inséré dans un cercle et encadré par les lettres grecques « Α » (alpha) et « ω » (oméga), première et dernière lettre de l'alphabet grec. Le chrisme encerclé est également traversé par une croix latine, surmontée d'une colombe (ou d'un aigle, selon Marcel Ferry) et présentant à sa base un agneau debout, la tête tournée vers le spectateur.
Huit lobes régulièrement distribués sur la périphérie de l'autel circulaire et dans lesquels on disposait les hosties à consacrer, encadrent la partie centrale. Dans leurs tympans, on peut lire cette inscription latine : « Hoc signum præstat populis cælestia regna », c'est-à-dire : « ce signe manifeste, pour les peuples, le royaume des cieux ». Une inscription, gravée sur une petite plaque de marbre anciennement fixée au mur de la chapelle des Fonts, indiquait son origine : « La rose de St-Jean. Ancien marbre sacré. Posé en 1050 par le pape Léon IX sur l'autel de Saint-Étienne [c'est-à-dire l'ancienne cathédrale Saint-Étienne, détruite par Vauban]. Placé en 1711 sur le grand autel de la cathédrale [Saint-Jean]. Incrusté en 1790 dans le mur de l'abside. Déposé le 6 janvier 1898 dans la chapelle du baptistère. » Auguste Castan n'hésite pas à y reconnaître l'autel primitif de la cathédrale Saint-Étienne. Ce serait, selon lui, « l'un des morceaux que l'on sait avoir été fournis par sainte Hélène, mère de l'empereur Constantin, pour la construction de cette église. »

#### La chapelle de Notre-Dame des Jacobins

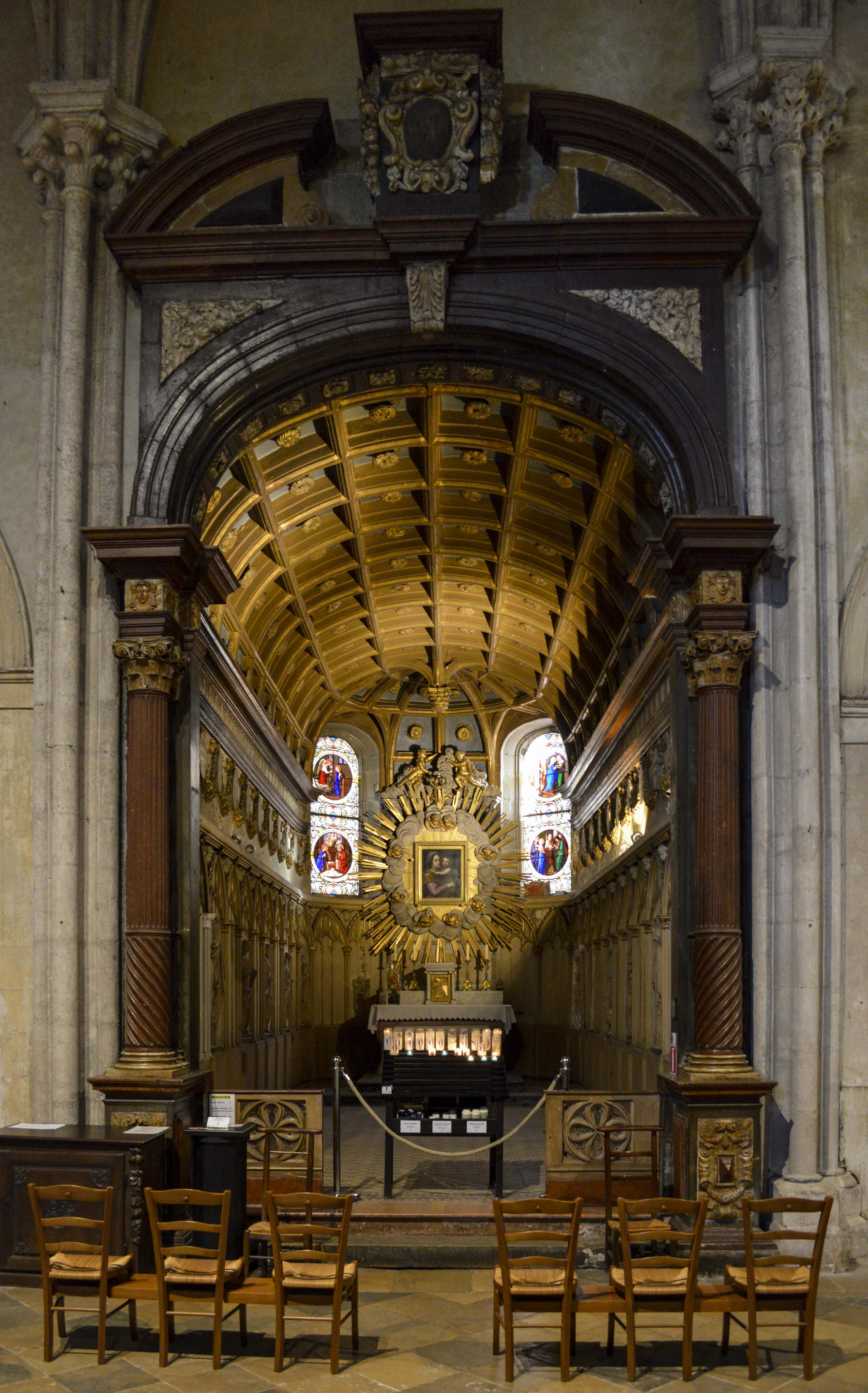
La chapelle Notre-Dame des Jacobins.

Cette chapelle sert principalement d'écrin à la Vierge de Passignano, connue longtemps, à Besançon, sous le nom de Notre-Dame des Jacobins.
La chapelle fut fondée en 1300 par testament de Guillaume Pourtier, sous le vocable de saint Martin. Elle fut ensuite dédiée aux saints Épiphane et Isidore, fêtés le 4 août, en Franche-Comté et dont les reliques furent parmi celles que l'empereur romain Théodose II envoya à saint Célidoine, évêque de Besançon (445–446). Les plus anciens martyrologes leur donne le titre de « martyrs ».
Mais on ne la désignait que sous le nom de chapelle Boitouset. En effet, le 26 juillet 1628, Gérard Boitouset, archidiacre de Luxeuil, et conseiller au parlement de Dole, mû par sa dévotion envers saint Claude, demanda l'autorisation d'obtenir la chapelle en question pour la décorer à ses frais et y fonder une messe canoniale dite « messe de saint Claude ». Son parent, Claude Boitouset (mort le 29 octobre 1629), chanoine-chambrier (c'est-à-dire trésorier de la maison épiscopale de Besançon) et devenu conseiller-clerc au Parlement comtois en 1623, s'occupa, avec son neveu Jean-Baptiste, archidiacre de Salins, des travaux qui dureront jusqu'en 1637.
Dès lors, saint Claude fut ajouté pour patron aux autres titulaires de la chapelle, comme on peut le voir au pied du cartouche armorié et aujourd'hui buché, qui se trouve en haut de l'arc de triomphe, où l'on peut lire : « D[eo].O[ptimo].M[aximo]. AC S. CLAUDIO.D », c'est-à-dire : « À Dieu très bon, très grand, et à monseigneur saint Claude ». La décoration de la chapelle, pour ce qui est de l'arc de triomphe polychrome, à l'entrée, et de la voûte intérieure, se rattache à la seconde renaissance comtoise et est l'œuvre du sculpteur dolois Hugues de Rupt qui décora également la Sainte-Chapelle de Dole (1609–1612).
Fin août 1736, on plaça, dans cette chapelle, l'autel de marbre que l'on voit encore et qui fut consacré, dans les premiers jours de septembre, par Pierre-François Hugon (1675–1754), évêque auxiliaire de Besançon et évêque de l'évêché titulaire de Philadelphie-en-Arabie in partibus (1736–1754). Avant 1791, le tableau inséré dans le retable de l'autel était une Descente de croix.
Un inventaire en date du 22 nivôse an IV (12 janvier 1796) indique que le tableau de Notre-Dame des Jacobins qui le remplace « est dans un cadre en bois, doré et sculpté, avec une glace qui est au-devant fermée à clé. » Le cadre, dont il est fait ici mention, sera remplacé en 1829. Au-dessus du tableau, on lisait autrefois cette devise : « Burgundiæ juge præsidium » (« [Voici] le secours ininterrompu de la Bourgogne »).
Dès 1804, après les événements révolutionnaires, M. Constant, curé de la cathédrale, rétablit la confrérie du Saint-Rosaire qui, au couvent des Jacobins de Rivotte, avait prospéré, surtout depuis l'arrivée de la Vierge de Passignano. La nouvelle chapelle de Notre-Dame des Jacobins en fut le centre. En 1830, déjà, son sanctuaire était tapissé « d'épées, de sabres, de béquilles, comme aussi de petits tableaux et d'inscriptions richement encadrés, et où se trouvaient ou dépeintes ou relatées différentes guérisons. » En 1923, ces ex-voto avaient d'ores et déjà disparu.
L'actuelle décoration de la chapelle est due à la générosité de l'archevêque de Besançon, Louis-François de Rohan-Chabot (1829–1833) qui voulut ainsi témoigner de son attachement à la Vierge Marie, dont il se disait le fils, comme l'indique l'inscription encore lisible sur le petit coffret rouge, placé sur la fenêtre droite, et qui conservent ses reliques (c'est-à-dire sa langue et ses yeux) : « Mariæ Augustus Matris Filius » (« Auguste, fils de [sa] mère Marie »). Les anciennes boiseries qui décoraient les murs furent remplacées en 1832, à l'initiative de ce même prélat, par les Douze Apôtres, œuvre du sculpteur Georges-Philippe Clésinger (1788–1852), dit Clésinger père.
Louis-François de Rohan-Chabot fut, de même, à l'origine, des guirlandes qui ornent les murs et de la gloire qui environne le tableau de la Vierge de Passignano. Mais l'auguste prélat ne vit pas l'achèvement des travaux. La chapelle était encore fermée par des planches, lorsqu'il mourut en 1833 ; et c'est derrière ces planches que son cercueil fut placé pendant un mois avant d'être descendu dans les catacombes.
Plus tard, l'archevêque de Besançon, Césaire Mathieu, fit exécuter les deux vitraux de la petite chapelle. Chaque jour, le prélat venait s'agenouiller devant l'image vénérable de la Vierge, lui envoyait fréquemment des cierges et voulait en avoir de fidèles copies.

#### La chapelle de laPietà

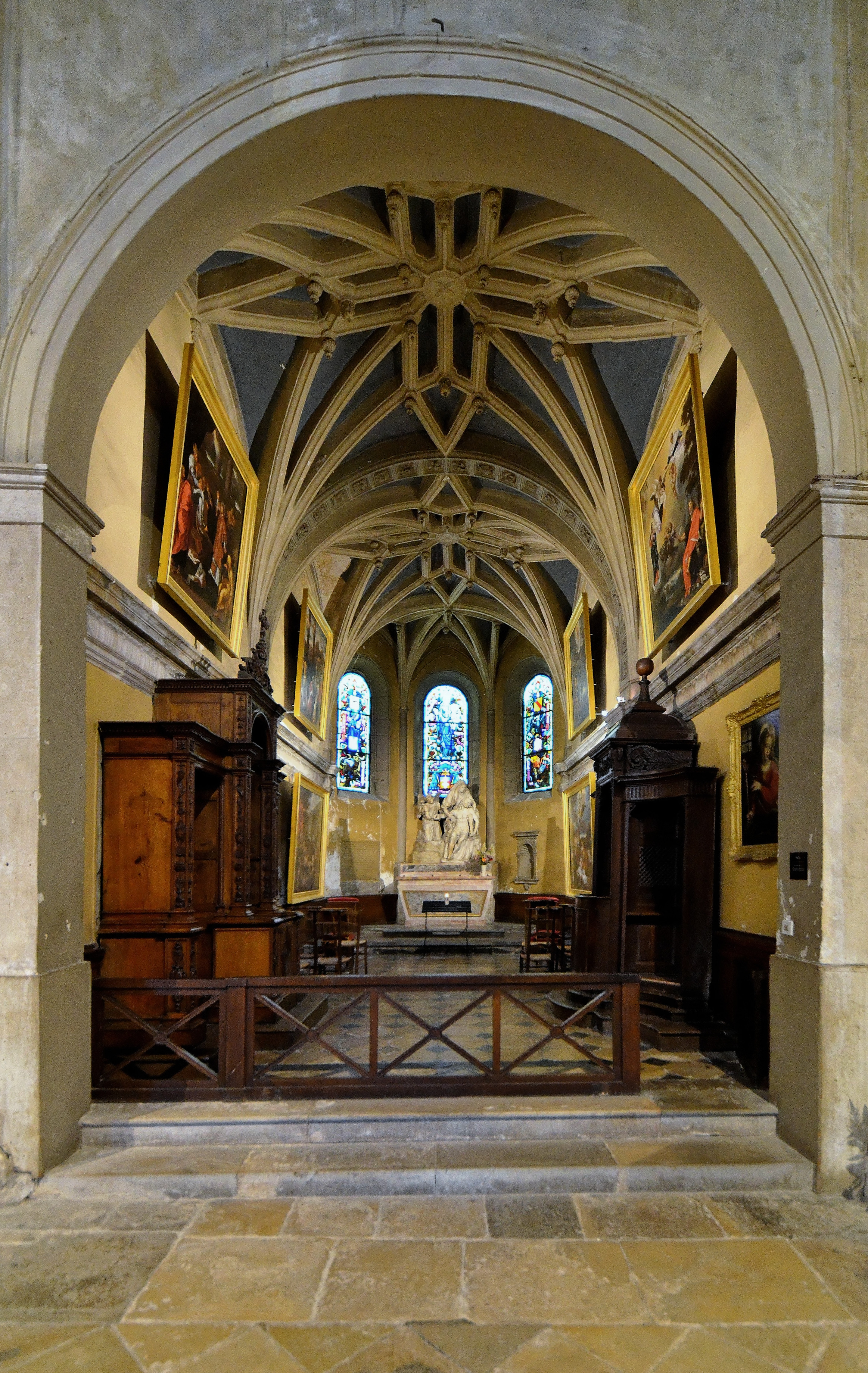
Chapelle de l'Immaculée-Conception.

Cette chapelle remonte à la seconde moitié du XIIIe siècle. Mais son architecture ressort des embellissements entrepris au XVIIe siècle et qui témoignent de la persistance gothique médiévale en Franche-Comté. D'ailleurs, la voûte est particulièrement remarquable. La pierre tombale, encastré dans la paroi du fond de la chapelle, à gauche de l'autel de la Pietà, nous renseigne sur celui qui est à l'origine de ces travaux. Il s'agit, en effet, de François Capitan, conseiller à la Cour souveraine du parlement comtois de Dole, professeur à la Sorbonne puis à l'université de Dole, et érudit lisant « l'hébreu, le syrien, le chaldéen, l'arabe et le grec ». Ce dernier décida de faire édifier la chapelle dont il est question autour des années 1620.
Enterré dans l'ancienne cathédrale Saint-Étienne le 26 septembre 1622, il léguait 2 000 francs pour la décoration de la chapelle. L'année suivante, au jour anniversaire de sa mort, ses cendres furent transportées dans sa chapelle à Saint-Jean. Le 28 juin 1623, marché fut conclu avec Didier Mayre, Claude et Jean Jurant pour reconstruire la chapelle. Le 7 mars 1626, le suffragant de l'évêque d'Andreville reçut 10 patagons pour consacrer la chapelle récemment reconstruite, sous le vocable de la Nativité, ce qui fut finalement accompli le 10 mars 1626.
Cette chapelle fut, par la suite, dédiée à l'Immaculée Conception et était entretenue (encore en 1868) par les demoiselles de la Conférence. Elle possédait une statue de la Vierge Immaculée : la Virgo Immaculata, offerte par l'archevêque de Besançon, Louis-François de Rohan-Chabot. C'est, en effet, sous ce titre d'« Immaculée » que la Vierge Marie avait été choisie pour patronne du diocèse de Besançon en 1643. En 1868, la Vierge était encore entourée par des ornements de fond en plâtre datant de 1830 et qui ont aujourd'hui disparu.
Surmontant l'autel, une Pièta de 1532 mérite d'être particulièrement considérée. En 1914, d'après Joseph Quinnez, elle était installée sur l'autel de la chapelle des Fonts baptismaux. Il s'agit d'un superbe groupe en marbre blanc, qui était quelque peu jauni et qui a été restauré dans le cadre du chantier de restauration de la chapelle de 2019 à 2023 : le groupe représente la Vierge Marie qui, avec l'aide d'un ange, porte le cadavre de son Fils ; ce dernier n'est pas couché sur les genoux de sa mère, comme il en était au Moyen Âge, mais, à la manière des images flamandes du Dieu de Pitié, il est assis à ses pieds, dans une attitude annonçant déjà sa résurrection.
La Vierge le soutient par les aisselles, tandis que l'ange supporte son bras gauche. Cette Vierge de Pitié est un souvenir de l'ancienne abbaye de Saint-Vincent de Besançon, dont l'église Notre-Dame et les bâtiments adjacents de l'université, situés rue Mégevand, sont les héritiers. Conrad Meit, l'auteur des tombeaux de Brou, sculpta cette Pietà sur la demande de l'abbé Antoine de Montécut, aumônier de Marguerite d'Autriche. Grâce à cet abbé, l'abbatiale Saint-Vincent de Besançon put la conserver dans une jolie chapelle du clocher, dédiée à Notre-Dame des Douleurs,.

#### La chapelle du Sacré-Cœur

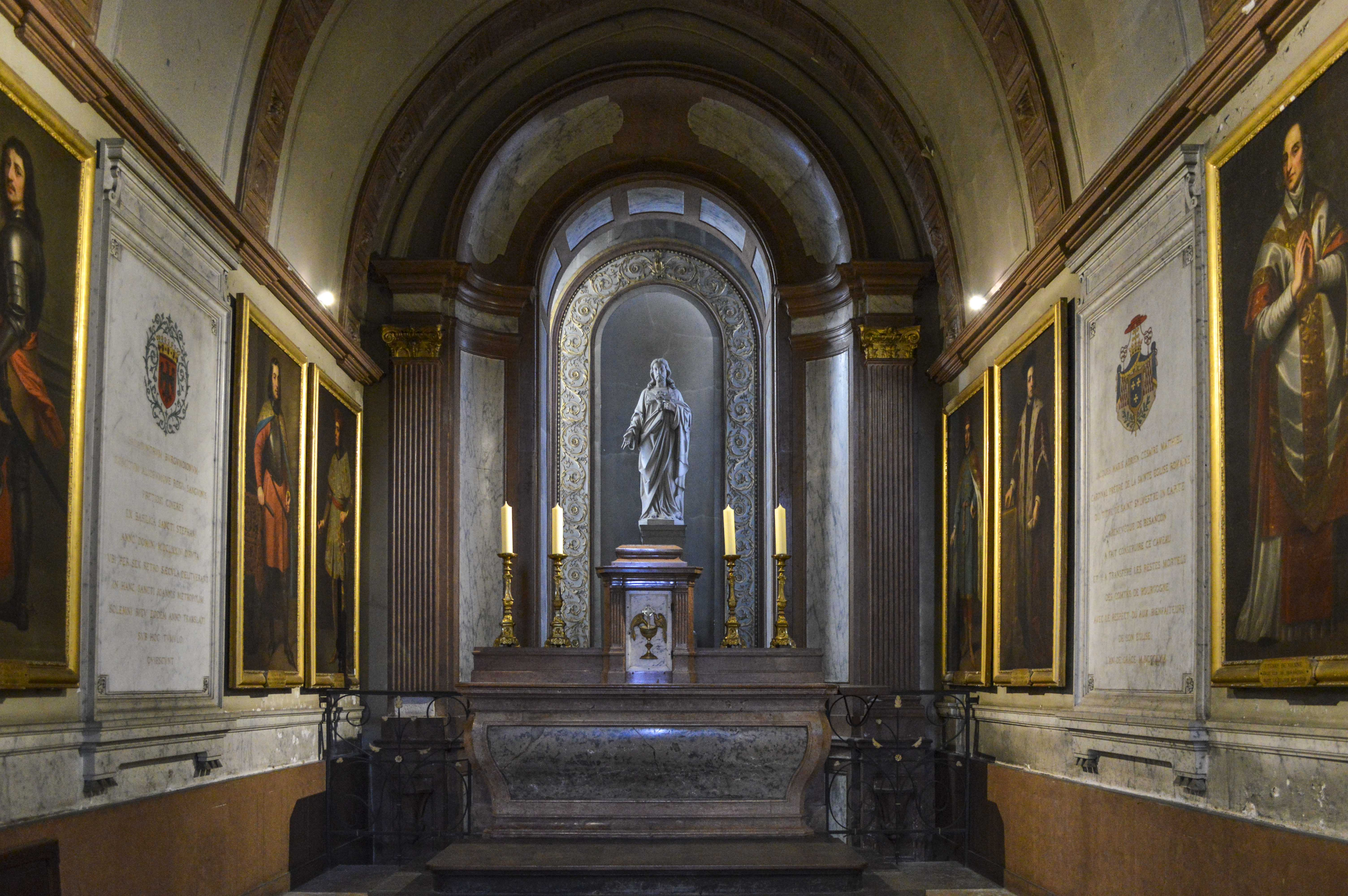
La chapelle du Sacré-Cœur.

Cette chapelle fut fondée sous le patronage des saint Jacques et saint Christophe par le chanoine Pierre de Cicon. Elle fut maintes fois remaniée. La voûte en berceau, recoupée par trois doubleaux sur pilastres, fut établie en 1784. L'abbé Guibard affirme que la chapelle fut également dédiée, autrefois, au Saint-Esprit. Mais désormais, elle est consacrée au culte du Sacré-Cœur, comme le montre la statue du Christ installée à l'arrière de l'autel actuel.
Cette chapelle est affectée à la sépulture des comtes souverains de la Franche-Comté de Bourgogne. En 1865, elle fut complètement réparée par les soins de l'archevêque de Besançon, Césaire Mathieu qui fit également creuser et décorer la crypte de style roman où reposent les corps des huit personnages représentés, en pied et sur toile, sur les murs de la chapelle. On accède à cette crypte par un escalier pratiqué derrière l'autel. Là, se trouvent quatre magnifiques cercueils contenant chacun deux squelettes, avec, sur les murs, des épitaphes en lettres d'or sur marbre noir, ornées des blasons de famille,.
Les comtes de Bourgogne commencèrent, en effet, à se faire enterrer dans l'ancienne cathédrale Saint-Étienne en 1057. Leurs tombes étaient regroupées dans le « cimetière des comtes », espace s'étendant au bas de la nef, entre le jubé et le mur du clocher. Les sépultures étaient très simples ; seule l'une d'entre elles, celle de Renaud III de Bourgogne (1093–1148), était pourvue d'un gisant. Les portraits des comtes, peints à fresque, au XVe siècle, sur la paroi du clocher, se trouvaient au-dessus de la tombe de chacun. Jules Chifflet fit copier ces portraits, par Joseph Baudot, en 1662, prévoyant la nouvelle lutte à mener contre Louis XIV et la possible destruction de la cathédrale Saint-Étienne.
La translation des restes des souverains de Bourgogne eut finalement lieu les 28 et 29 juin et les 3 et 4 août 1674. Les ossements trouvèrent place en la cathédrale Saint-Jean, au milieu de la grande nef, devant l'autel de la Croix. L'abbé Chifflet offrit alors les copies des portraits qu'il avait fait faire et que le chapitre fit suspendre à chaque pilier du sanctuaire entre les stalles et le jubé. En 1678, les ossements furent transportés au bas de l'église et les portraits furent placés dans une sacristie. Enfin, vers 1701, on remit les reliques comtales dans la grande nef, là où le cardinal Césaire Mathieu les retrouva en 1863 et où une pierre de sol rappelle aux passants la translation dans la chapelle du Sacré-Cœur.
Les portraits des comtes restèrent dans ladite sacristie jusqu'en 1789, année où ils furent vendus comme biens de la Nation. C'est l'abbé Pelier qui les racheta. Plus tard, le baron Daclin les donna à l'hôtel de ville où l'on pouvait encore les y voir en 1914. En 1967, les portraits des comtes se trouvaient, au musée du palais Granvelle, l'actuel musée du Temps, où ils sont encore aujourd'hui.
Les portraits des comtes que l'on peut admirer dans la chapelle du Sacré-Cœur sont donc des copies du XIXe siècle réalisées par le peintre bisontin Édouard Baille.

#### La chapelle de la Semaine

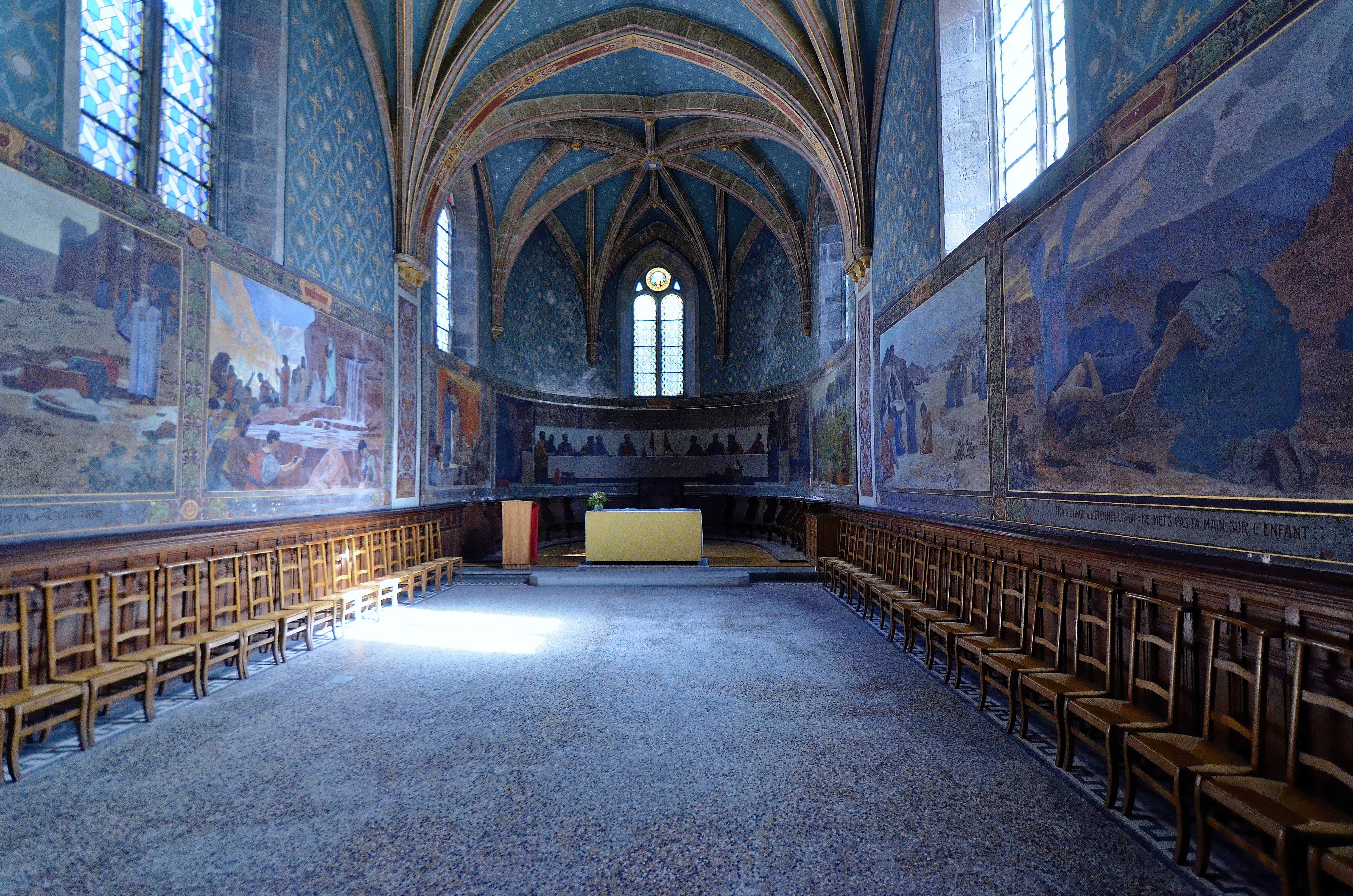
La chapelle de la Semaine.

L'actuelle chapelle de la Semaine, ou chapelle du Chapitre, fut longtemps dédiée à saint Oyend, puis à Saint-Denis depuis le XVIIe siècle.
Comme on l'a dit plus haut, au XIe siècle, la chapelle Saint-Oyend était la chapelle épiscopale, proche du cloître épiscopal. Elle fut conservée au XIIe siècle et plusieurs fois transformée. Son axe n'était pas exactement perpendiculaire à la nef sud de la cathédrale du XIIe siècle. La chapelle actuelle fut élevée, entre 1561 et 1563, sur l'emplacement de cette capella primitiva et est donc également désaxée par rapport aux autres chapelles. C'est Nicole Bonvalot, femme de Nicolas Perrenot de Granvelle qui la fit construire pour honorer le vœu exprimé par son frère François Bonvalot. Les deux clefs de la voûte reprennent, d'ailleurs, le blason des Bonvalot de Champagney : « d'argent à trois jumelles de gueule ».
Les fonts baptismaux, sous le vocable de saint Lin, étaient primitivement placés dans cette chapelle qui constituait le seul lieu, avant la Révolution française, où l'on baptisait, à Besançon, pendant les octaves de Pâques et de Pentecôte. Le curé de l'église Saint-Jean-Baptiste de Besançon (situé en place de l'actuel square Castan), chanoine de la métropole, se tenait constamment dans la chapelle, vêtu du camail et de l'étole, attendant les baptêmes qui pouvaient se présenter.
En 1868, la chapelle servait aux catéchismes et à certaines conférences de la paroisse.
Mais ladite chapelle n'a plus l'aspect qu'elle possédait avant 1905. Entre la fin du XVIIIe siècle et 1877, elle était alors fermée par des portes semblables à celles de la sacristie et que l'archevêque de Besançon, Justin Paulinier, fit supprimer pour faire reparaître l'ancienne ouverture orgivale. Elle formait alors, avant 1877, comme « une petite église ajoutée à la cathédrale ».
La chapelle était décorée par un retable de pierre et de marbre, datant de la Renaissance, composé, comme le décrit René Tournier, « de trois niches accostées de colonnes et de pilastres cannelés surmontés d'un fronton entrouvert, au milieu duquel était une statue de Saint-Pierre tenant les clefs ». L'abbé Pierre-Charles Guibard dit que « la statue de la sainte Vierge [Notre-Dame la Blanche] [était] placée dans la niche du milieu ; de chaque côté de la Vierge, les statues de sainte Cécile et de sainte Barbe ; celle de saint Lin, la tiare sur la tête, couronn[aient] le retable, en mémoire du baptistère établi jadis en ce lieu. » Selon l'abbé Paul Brune, le retable était l'œuvre de Claude Lullier qui le sculpta de 1563 à 1564.
En plus des portes, Paulinier fit abaisser le sol et démolir l'escalier de six marches qui y menait. En 1905, l'archevêque de Besançon, Fulbert Petit conçut le projet de transporter le Saint Sacrement dans la chapelle Saint-Denis. Fut alors déposé l'ancien retable dont les éléments ne sont aujourd'hui plus localisés. L'archevêque souhaita y appliquer une iconographie appropriée. Cela explique que les tableaux sur toile décorant les murs ont tous quelque rapport avec l'Eucharistie. L'auteur de l'ensemble de ces œuvres, toutes de 1905, est le peintre Henri Rapin.

### Le clocher

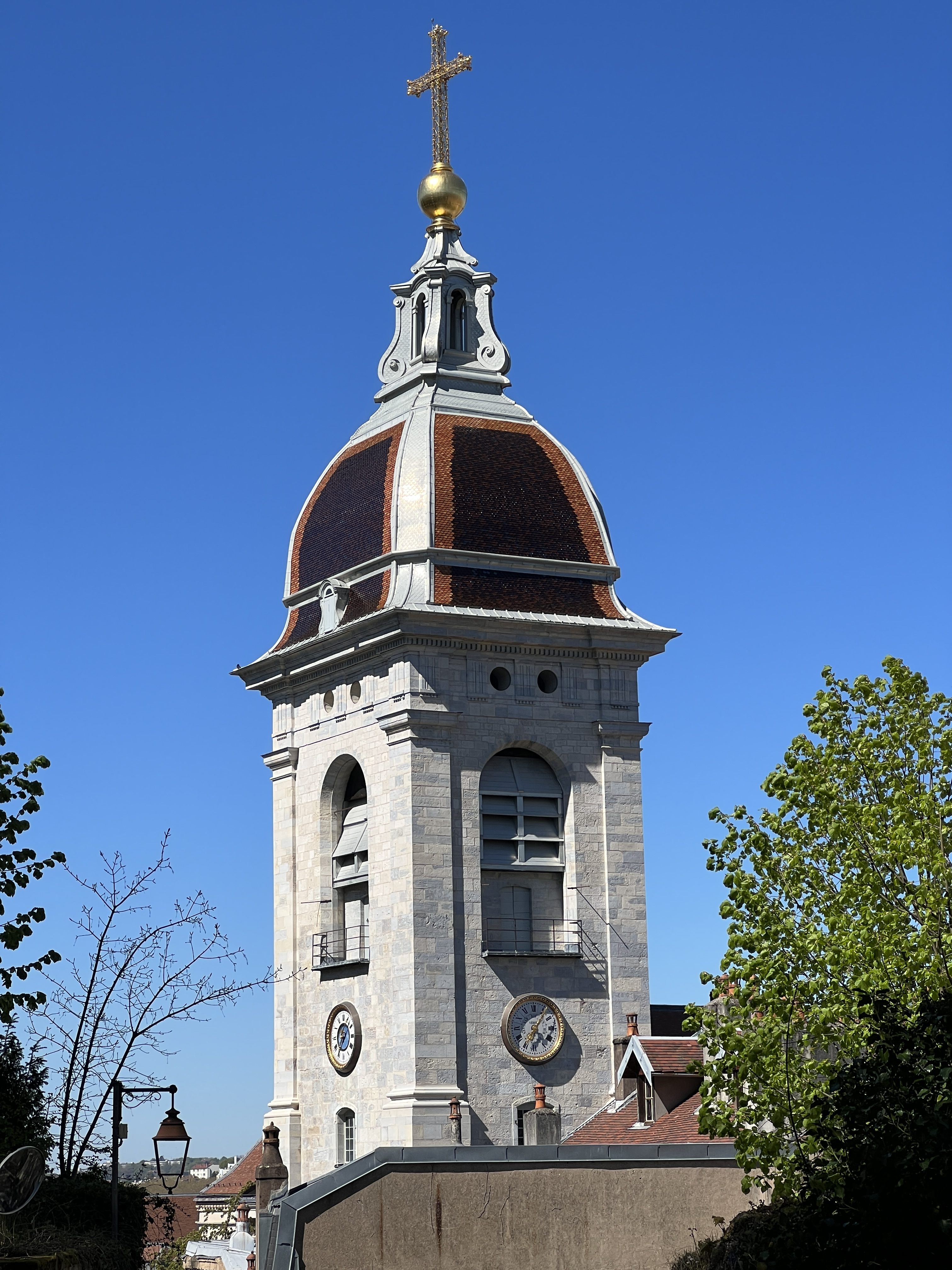
Le clocher actuel de la cathédrale.

Le clocher de l'édifice est l'un des plus beaux clocher à dôme à impériale (également connu sous le nom de clocher comtois) de la ville. Il abrite un ensemble remarquable de dix cloches comtoises, qui ne sont pas ouvertes à la visite. En 1724, le clocher s'effondra pour des raisons inconnues, provoquant des dommages au contre-chœur. Il sera reconstruit dix ans après sa chute de l'autre côté de la nef, en 1734.
Le clocher possède également une des plus importantes sonneries de cloches de France, intéressante sur le plan historique et campanaire.
- Le bourdon de 4 100 kg, fondu en 1787, par Cupillard, à Morteau, (note : la 2) ;
- Une cloche de 2 806 kg fondue en 1830 par François Joseph Bournez, à Morteau. Le poids est indiqué sur la cloche ;
- Une cloche de 2 000 kg fondue en 1869 par Bournez, à Morteau ;
- Une cloche de 1 200 kg fondue en 1869 par Bournez, à Morteau ;
- Une cloche de 980 kg fondue en 1935 par J. Garnier ;
- Une cloche de 700 kg fondue en 1870 par les Frères Barnets à Breuvannes ;
- Une cloche de 480 kg fondue en 1870 par les Frères Barnets à Breuvannes ;
- Une cloche de 380 kg fondue en 1870 par les Frères Barnets à Breuvannes ;
- Une cloche de 300 kg fondue en 1870 par les Frères Barnets à Breuvannes ;
- Une cloche de 270 kg fondue en 1935 par J. Garnier.

### Vitraux

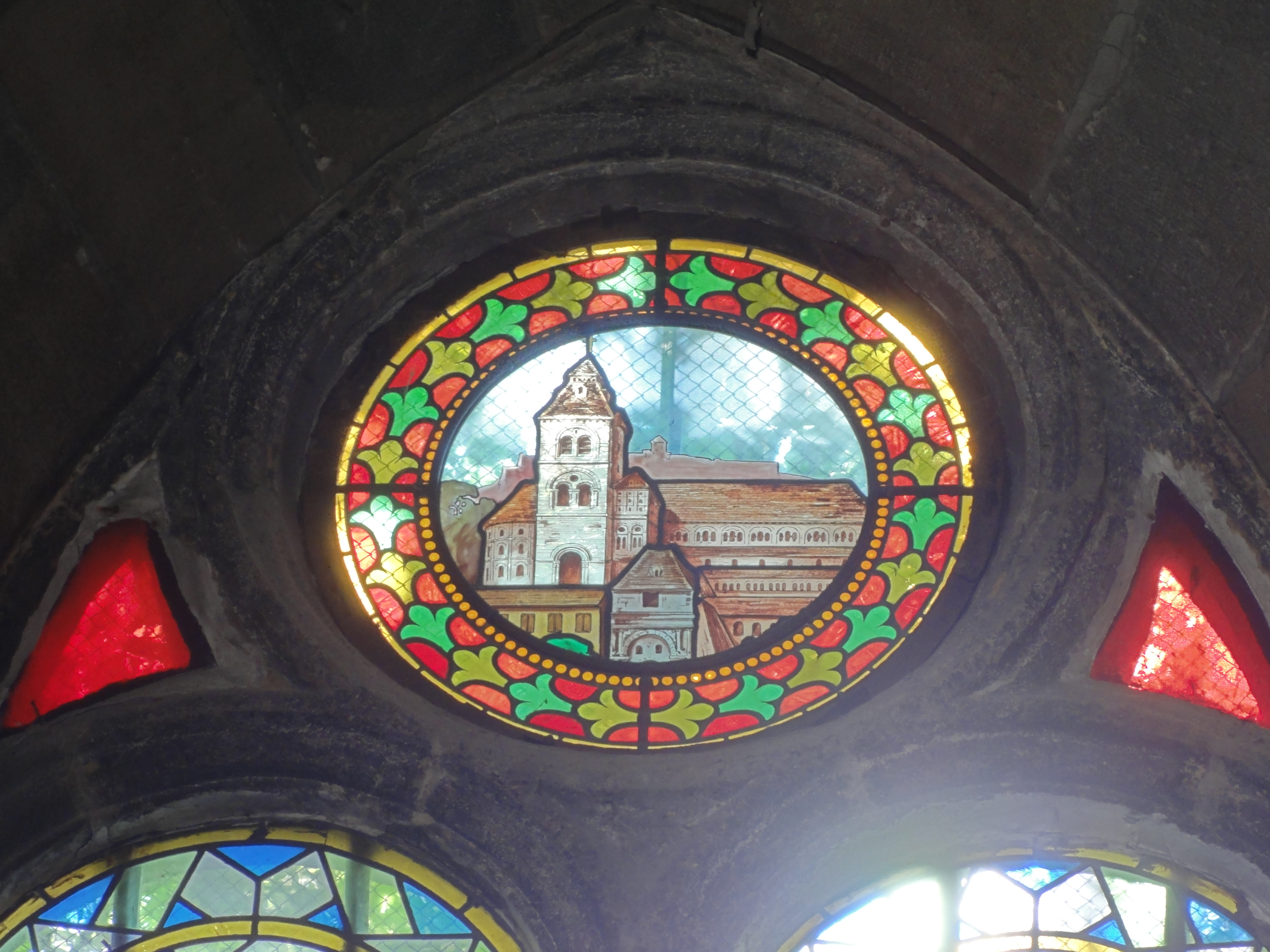
Vue de la porte Noire et de la cathédrale Saint-Jean avant effondrement du clocher tour côté nord de 1729.

Dans la chapelle de la semaine un vitrail côté ouest donne à voir la cathédrale avec son ancien clocher avant l'effondrement de 1729. Le rempart de la citadelle apparaît à l'arrière-plan.

### Peintures
La cathédrale Saint-Jean de Besançon conserve des tableaux dont certains sont considérés comme de véritables chefs-d'œuvre. Parmi eux, on peut citer Le Christ au Jardin des Oliviers, Le Portement de la croix, La Descente de croix, La Mise au tombeau, La Résurrection, Le Martyre de Saint-Étienne, La Prédication de Saint-Ferréol et de Saint-Ferjeux ou encore La Vierge aux Saints, exécutés par Jean-François de Troy, Charles-Joseph Natoire et Charles André van Loo. On retrouve également des œuvres moins notables, mais tout aussi intéressantes dans la chapelle dite du Sacré-Cœur, où sont exposés les tableaux des plus grands personnages inhumés dans la cathédrale. D'autres toiles sont aussi exposées un peu partout dans l'édifice, notamment des peintures sur la Vierge Marie.

#### Horloge astronomique

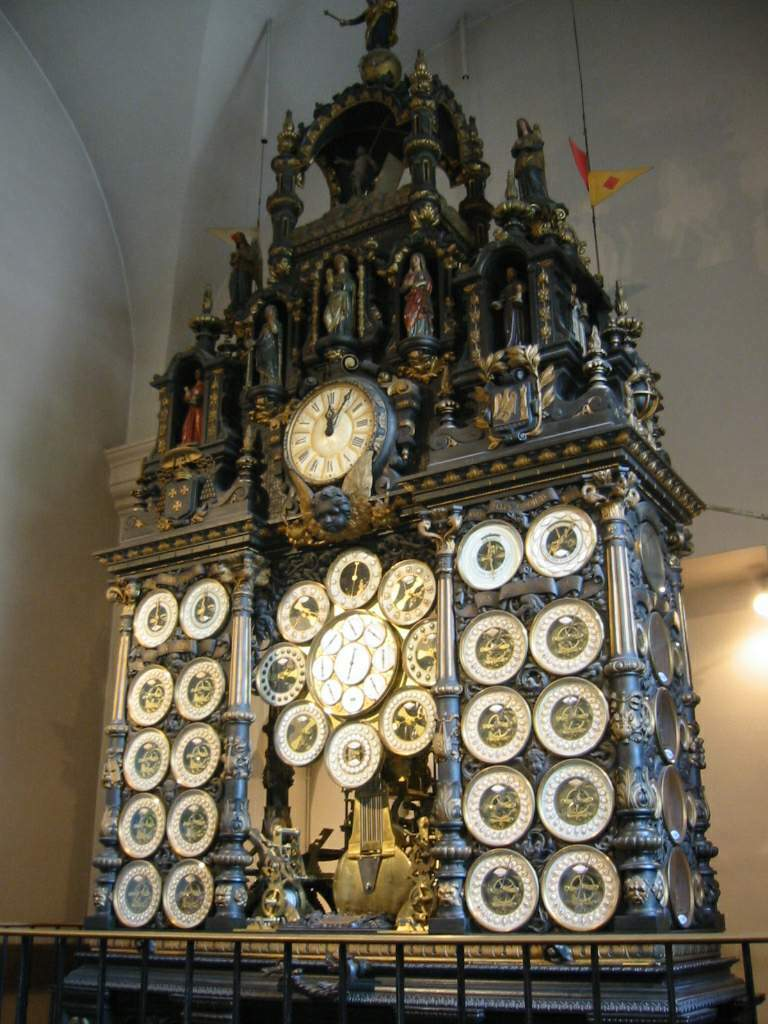
L'horloge astronomique.

L'horloge astronomique de la cathédrale Saint-Jean est une horloge astronomique considérée comme un chef-d'œuvre du genre, construite par Auguste-Lucien Vérité au XIXe siècle. Elle fait suite à une horloge astronomique de Bernardin, qui a été construite vers 1851–1857, jugée compliquée et défectueuse, et qui a disparu vers 1860.

### Le Saint-Suaire
Le Saint-Suaire de Besançon présentait l'empreinte d'un homme nu, supplicié, de face. Le dos n'a pas laissé de trace.
Il est mentionné pour la première fois en 1523. Selon certains auteurs, il serait certainement une copie de celui de Turin, qui était dans la région entre 1418 et 1452. Selon une autre théorie, il s'agirait du suaire qu'Othon de La Roche aurait subtilisé au cours du sac de Constantinople en 1204 et envoyé en 1208 à son père Pons II de la Roche pour en faire don à l'église de Besançon. Il est cependant impossible que Pons, déjà mort en 1203, ait pu participer à ce transfert.
Il apparaît pour la première fois dans la cathédrale Saint-Étienne en 1523, puis fut transféré en 1669 dans la nouvelle cathédrale Saint-Jean. Le linceul fut l'objet d'un culte important au XVIIe siècle, période de guerres (guerre de Trente Ans, annexions et retraits de la France) et de peste. D'ailleurs, lors de la capitulation de la ville devant les armées françaises en 1674, la seule condition posée fut de conserver cette relique.
À la Révolution, le Saint-Suaire de Besançon est envoyé à Paris le 27 floréal an II (16 mai 1794), avec le moule servant à renouveler l'empreinte chaque année (procès-verbal de la Convention du 5 prairial an II (24 mai 1794), Moniteur de 1794, page 557). Il est alors jeté au feu.

### Les orgues

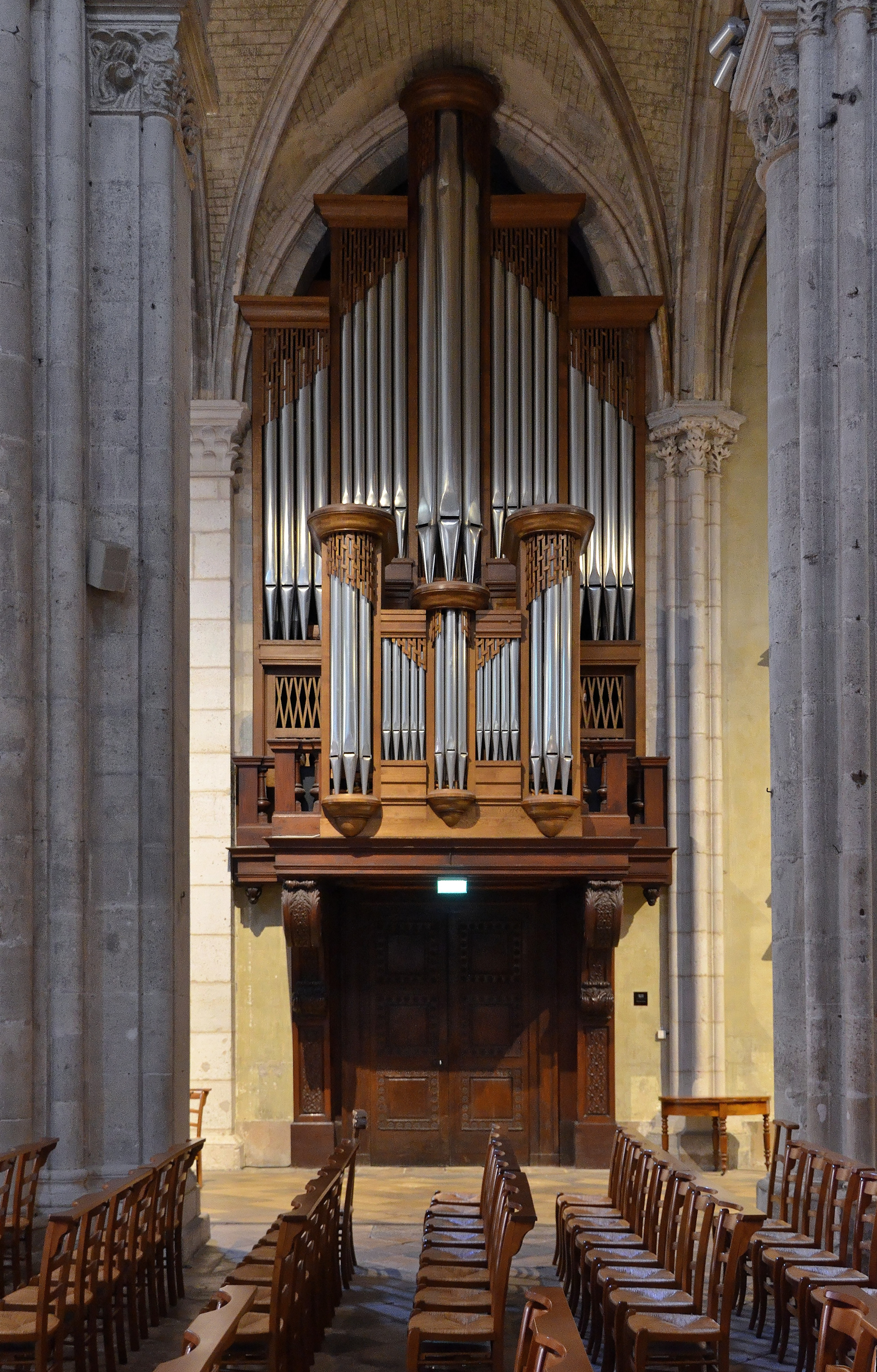
Le grand orgue.

La cathédrale possède un grand orgue et un orgue de chœur. Le grand-orgue de tribune actuel a été construit en 1987 par la maison Danion-Gonzalez. Il est placé dans le collatéral nord, au milieu de la nef. Il est de style classique avec transmissions mécaniques des claviers et électro-mécaniques des jeux et possède un combinateur électronique. En 2016, le facteur d'orgues Formentelli est intervenu sur les transmissions et les accouplements.
Composition (orgue principal)
| Grand-Orgue 56 notes |
| Montre 16'           |
| Montre 8'            |
| Flûte à fuseau 8'    |
| Prestant 4'          |
| Doublette 2'         |
| Cornet V             |
| Fourniture V         |
| Cymbale IV           |
| Trompette 8'         |
| Clairon 4'           |

| Positif de dos 56 notes |
| Montre 8'               |
| Bourdon 8'              |
| Prestant 4'             |
| Flûte 4'                |
| Nazard 2 2/3'           |
| Doublette 2'            |
| Tierce 1 3/5'           |
| Larigot 1 1/3'          |
| Plein Jeu IV            |
| Trompette 8'            |
| Cromorne 8'             |

| Récit expressif 56 notes |
| Cor de nuit 8'           |
| Gambe 8'                 |
| Voix céleste 8'          |
| Prestant 4'              |
| Doublette 2'             |
| Cornet V                 |
| Plein Jeu IV             |
| Cymbale IV               |

| Résonance 56 notes |
| Bourdon 16'        |
| Bourdon 8'         |
| Flûte 4'           |
| Nazard 2 2/3'      |
| Quarte 2'          |
| Tierce 1 3/5'      |
| Piccolo 1'         |
| Voix humaine 8'    |

| Pédale 30 notes |
| Principal 16'   |
| Soubasse 16'    |
| Principal 8'    |
| Prestant 4'     |
| Fourniture VI   |
| Bombarde 16'    |
| Trompette 8'    |
| Clairon 4'      |

### Organistes
Parmi les organistes titulaires figure notamment Colette Oudet (1920–2014).

### Autres
- Un trésor (non ouvert à la visite) renferme quelques belles pièces d'orfèvrerie.

## Les archevêques

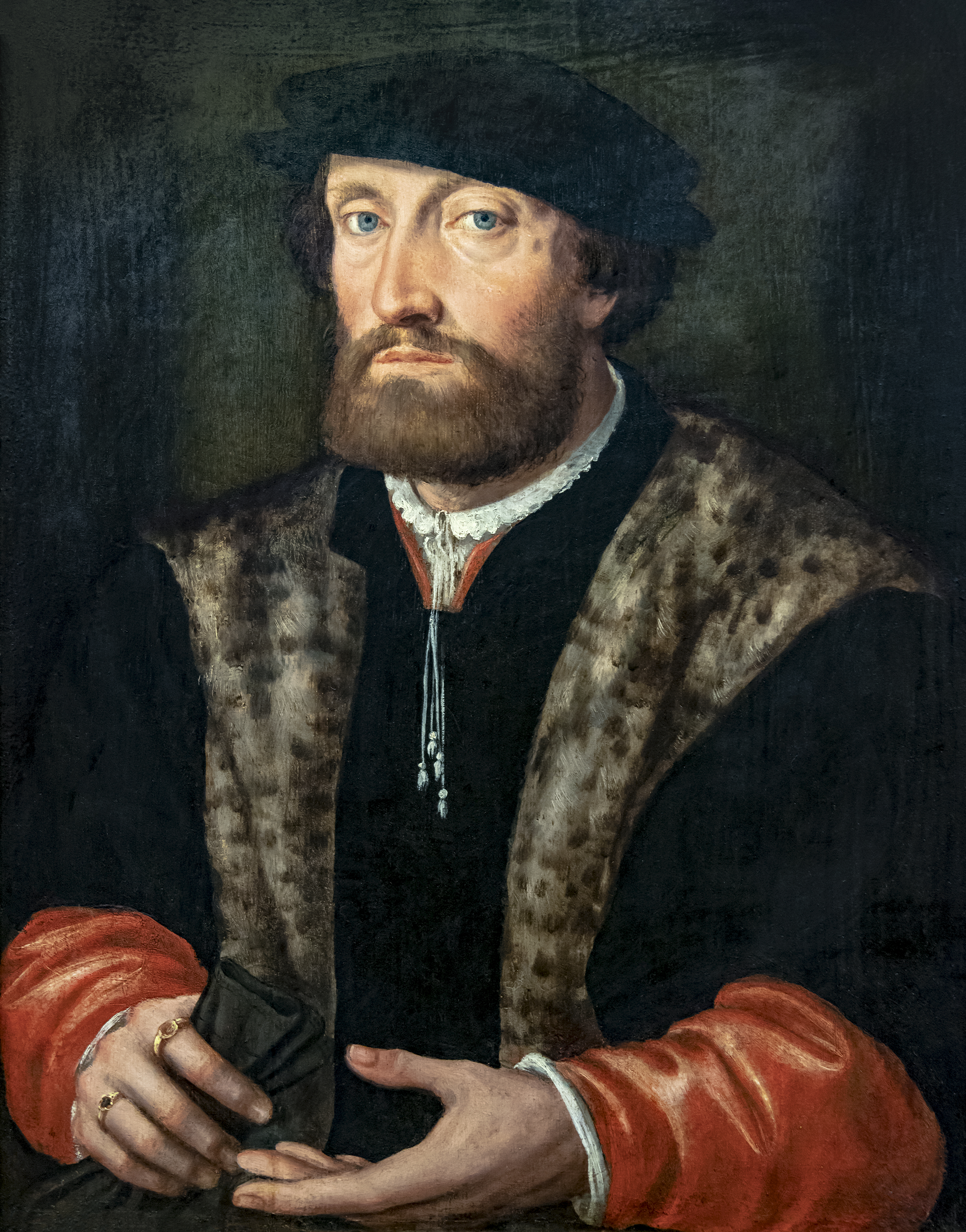
Le cardinal Antoine Perrenot de Granvelle.

Le premier évêque connu de la ville est attesté en 346 : il s'agit de Pancharius (Pancrace de Besançon), qu'un catalogue épiscopal nomme en sixième place, situant le premier évêque de Besançon, Linus (Saint Lin), vers le milieu du IIIe siècle. De nombreux autres archevêques se sont suivis, dont les plus célèbres comme Donat de Besançon (627–658), Claude de Besançon (685–692), Bernoin (811–829), Hugues Ier de Salins (1031–1066), le cardinal Antoine Perrenot de Granvelle (1585–1586), Guillaume-Valentin Dubourg (1833), ainsi que le cardinal Henri Binet (1927–1936).

## Personnages connus inhumés
- Ferry Carondelet : XVIe siècle, tombeau et gisant, archidiacre laïc de Besançon, conseiller particulier de l'empereur germanique Charles Quint ;
- Louis-François de Rohan-Chabot : XVIIIe siècle, archevêque de Besançon duc et cardinal ;
- Huit des comtes souverains du Comté de Bourgogne (cf. le paragraphe concernant la chapelle du Sacré-Cœur).

## Galerie

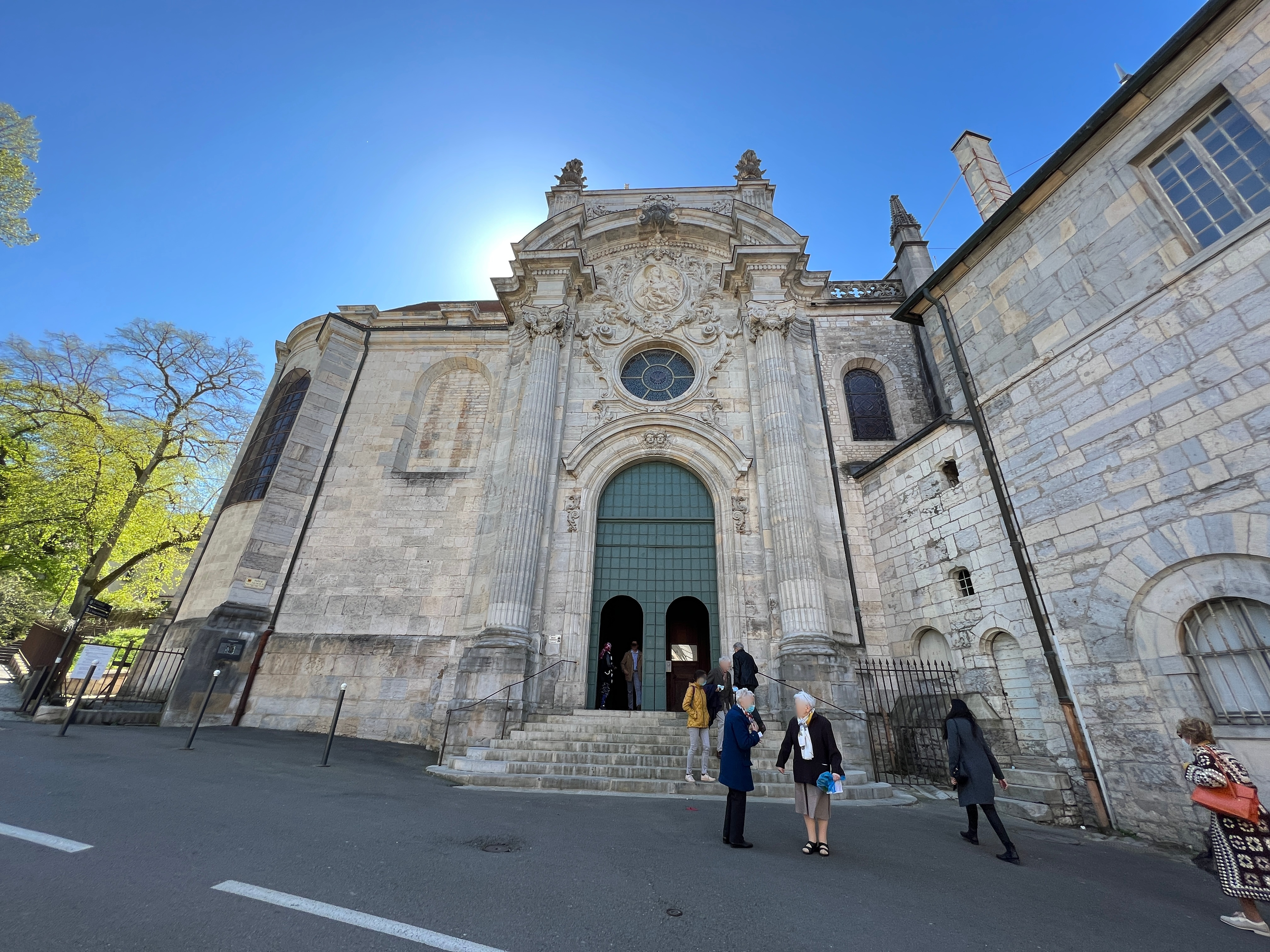
Entrée de la cathédrale.
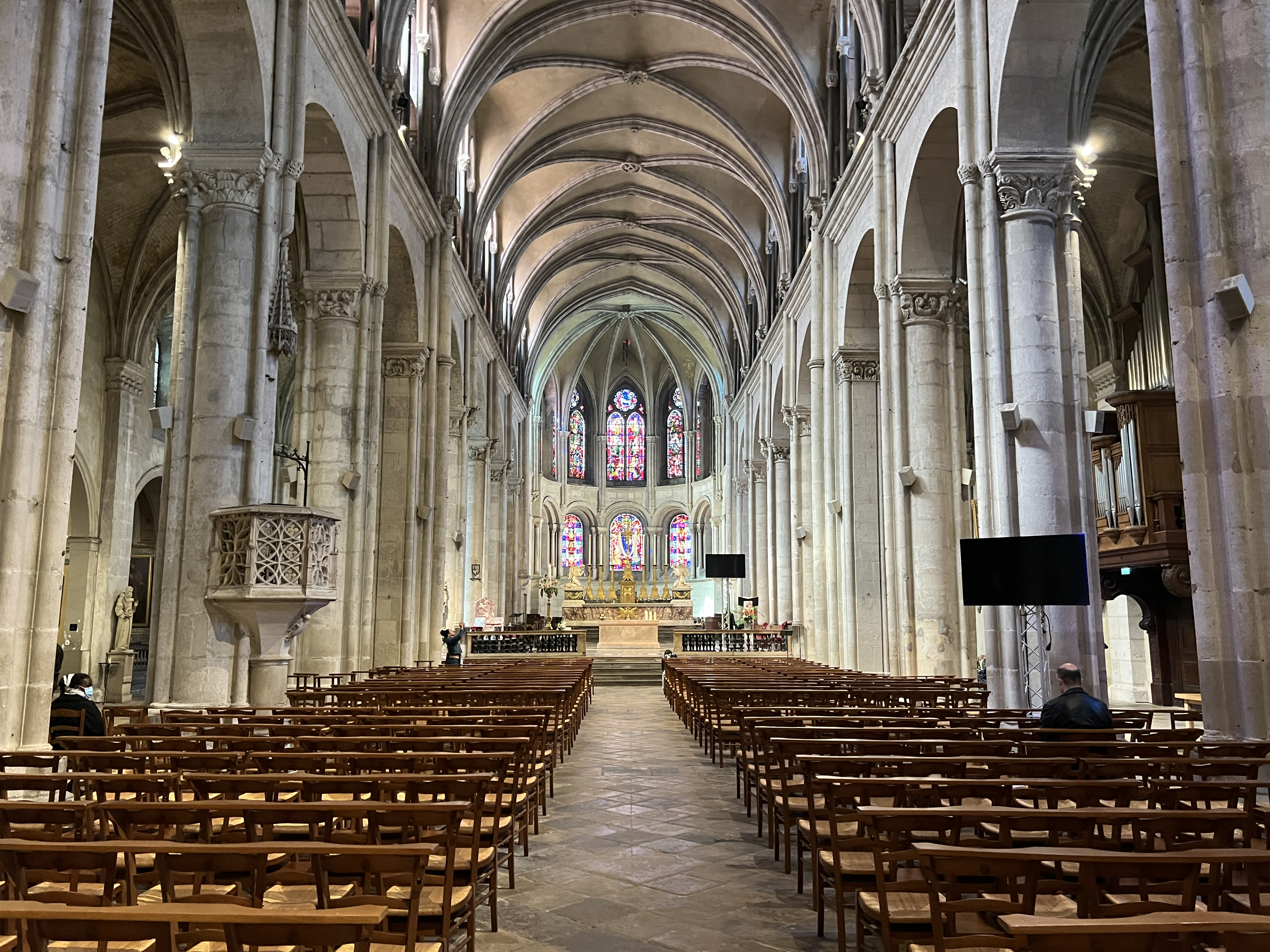
La nef centrale.
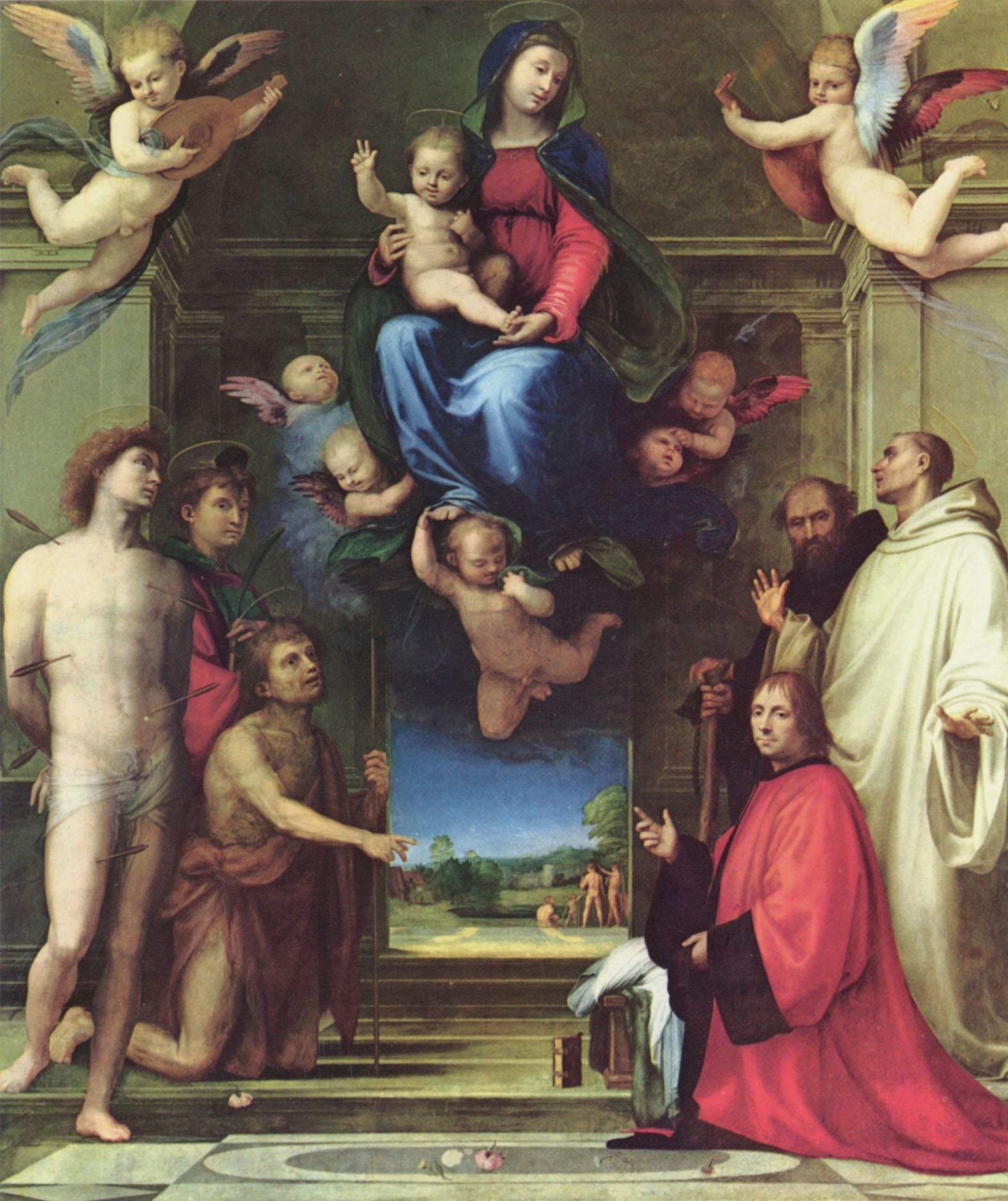
La Vierge aux Saints de Fra Bartolomeo, 1512.
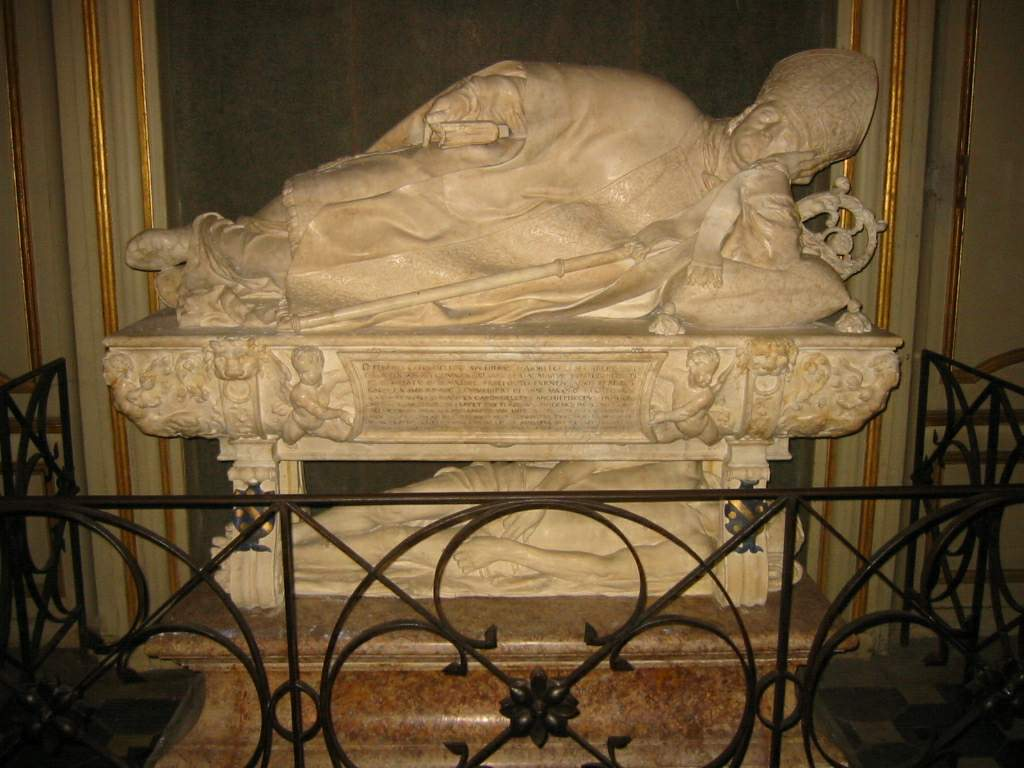
L'archidiacre Ferry Carondelet.
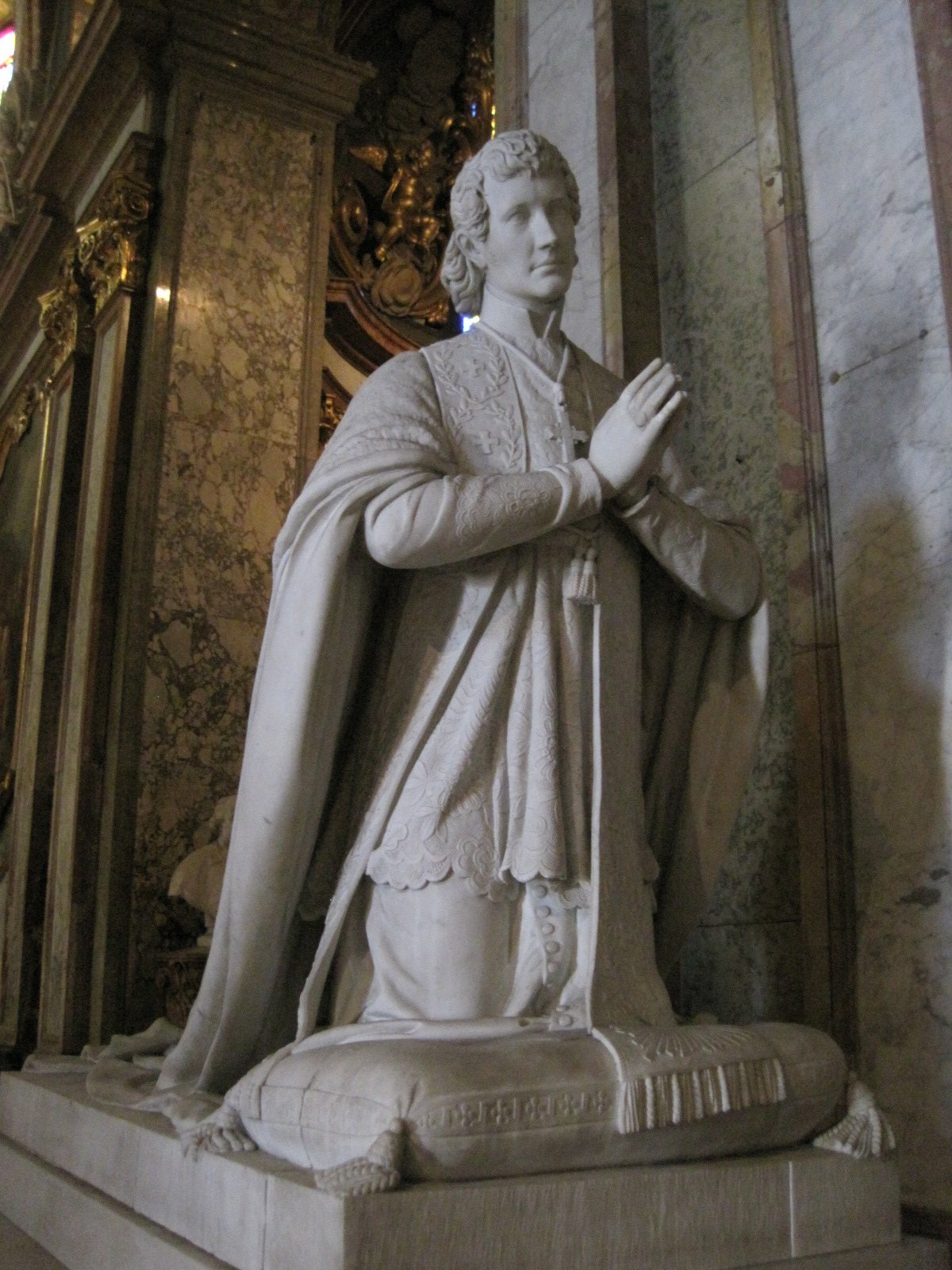
L'archevêque et duc Louis-François de Rohan-Chabot.
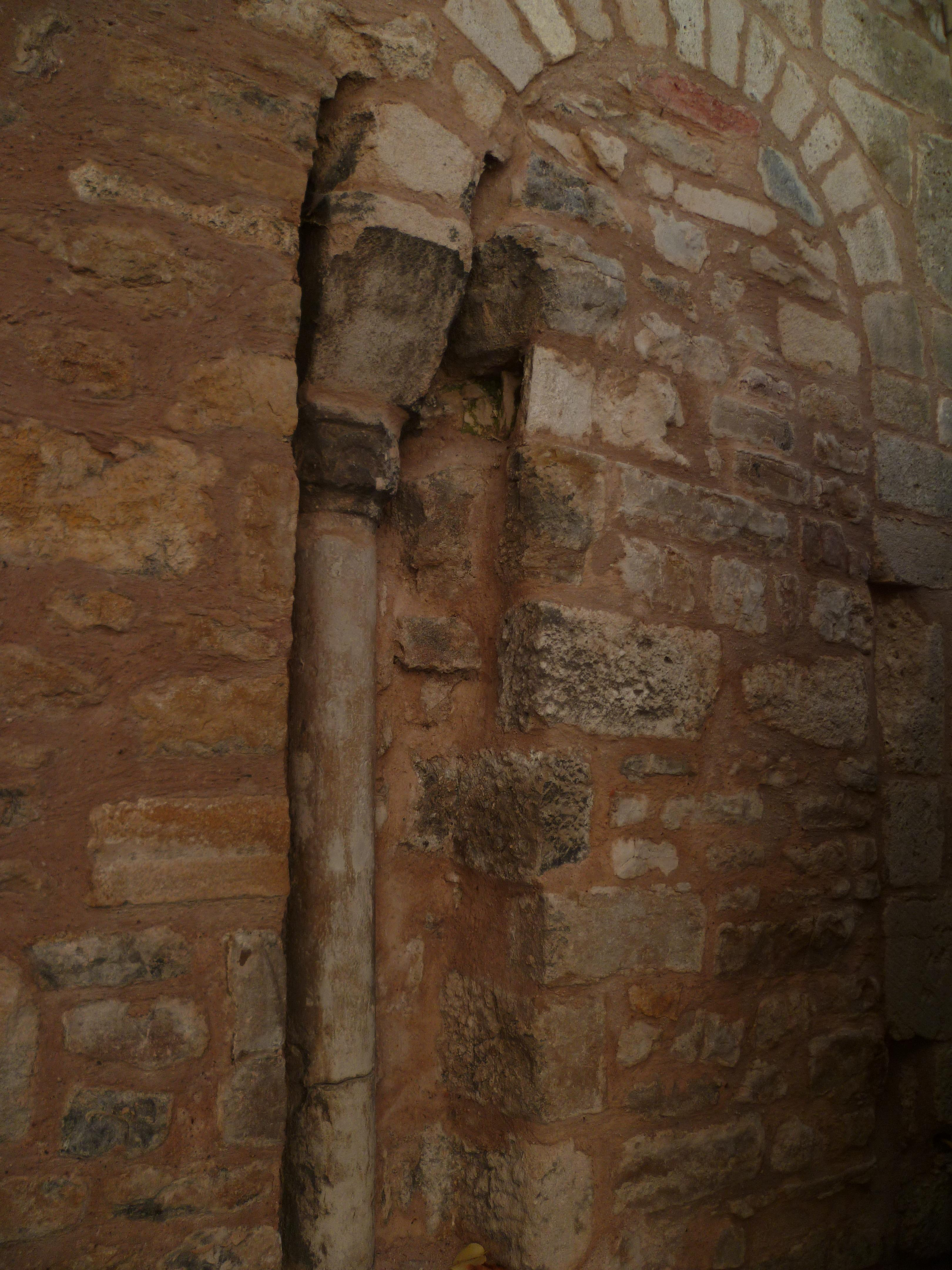
Vestige du cloître de l'archevêque (datant sans doute du XIe siècle).
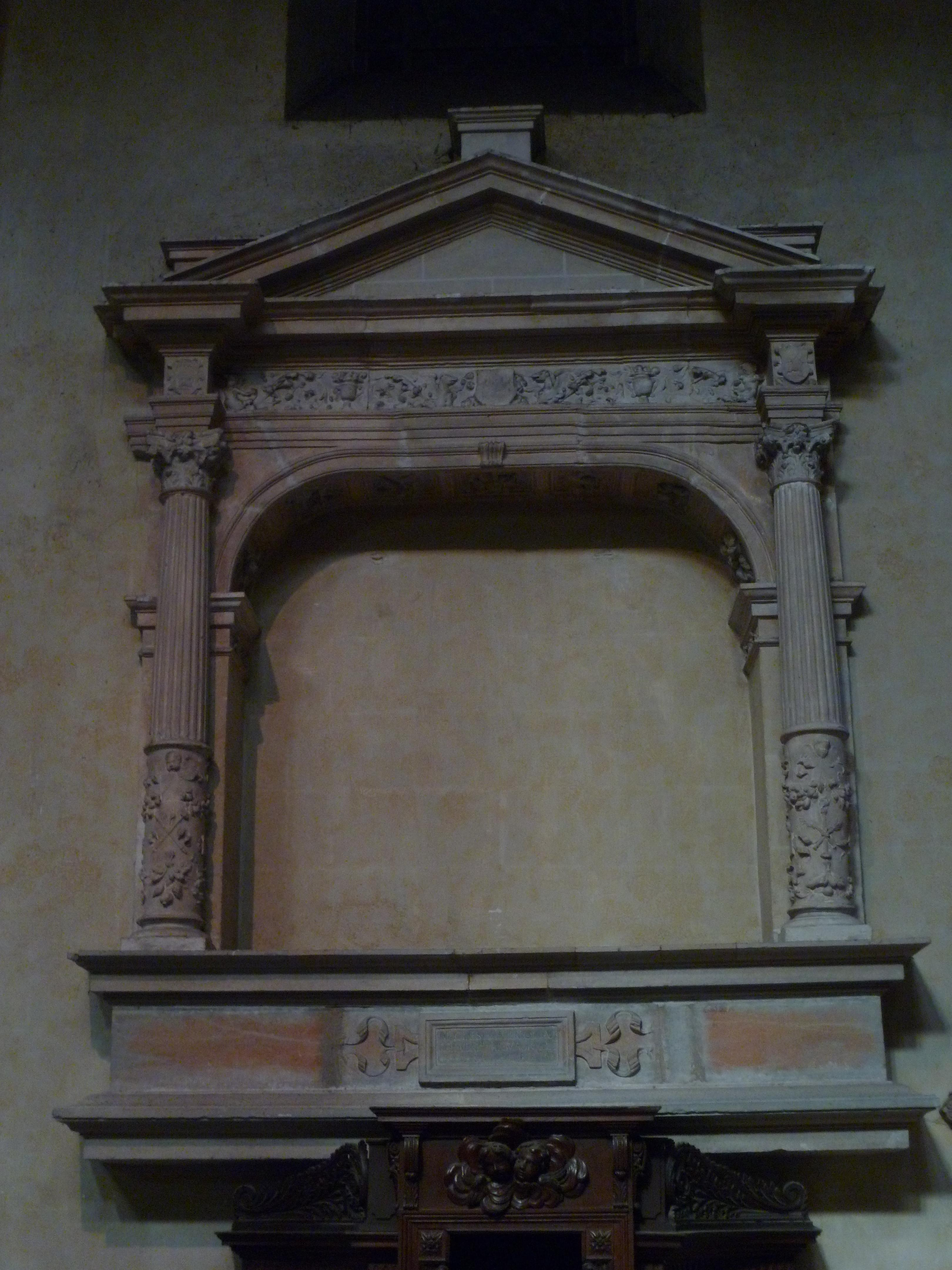
Tribune du XVIe siècle provenant de cathédrale Saint-Étienne de Besançon.